# ヨーロッパの紛争一覧
ヨーロッパの紛争一覧（ヨーロッパのふんそういちらん）は、ヨーロッパの国同士の戦争や内戦、ヨーロッパで起きたヨーロッパの国と非ヨーロッパの国との戦争や、ヨーロッパも舞台となった世界的な紛争を年代順に掲載している。
ヨーロッパにはいろいろな定義があり、東と南東の境界、特に旧ソ連諸国をどのように定義するかについて重大な論争がある。この一覧はヨーロッパと西アジアの間の境界国の多くを含む幅広い定義に基づいている。

## 西暦紀元前

### 紀元前500年以前
- c. 5000 BC タールハイムの大規模墳墓
- c. 1104–900 BC ドリアン侵略
- c. 753–351 BC ローマ・エトルリア戦争
- c. 753–494 BC ローマ・サビヌ戦争
- 743–724 BC 第一次メッセニア戦争
- 710–650 BC レラントス戦争
- circa 700–601 BC アルバとローマの戦争
- 685–668 BC 第二次メッセニア戦争
- 669–668 BC ヒュシアイの戦い
- 600–265 BC シケリア戦争
- 595–585 BC 第一次神聖戦争
- 560 BC 第二次アルカディア戦争
- 540 BC アラリアの戦い
- 538–522 BC ポリュクラテス戦争

### 紀元前500～200年
- 509–396 BC 初期のイタリア戦役
- 500–499 BC ペルシャのナクソス侵攻
- 492–490 BC ペルシャ帝国第一次ギリシャ遠征
- 482–479 BC ペルシャ帝国第二次ギリシャ遠征
- 480–307 BC シケリア戦争
- 460–445 BC 第一次ペロポネソス戦争
- 449–448 BC 第二次神聖戦争
- 440–439 BC サミアン戦争
- 431–404 BC 第二次ペロポネソス戦争
- 395–387 BC コリントス戦争
- 390–387 BC ケルトのイタリア侵攻
- 335 BC アレクサンドロス大王のバルカン遠征
- 323–322 BC ラミア戦争
- 280–275 BC ピュロス戦争
- 267–261 BC クレモニデス戦争
- 264–241 BC 第一次ポエニ戦争
- 229–228 BC 第一次イリュリア戦争
- 220–219 BC 第二次イリュリア戦争
- 218–201 BC 第二次ポエニ戦争
- 214–205 BC 第一次マケドニア戦争

### 紀元前200年以降
- 200–197 BC 第二次マケドニア戦争
- 191–189 BC アイトーリア戦争
- 171–168 BC 第三次マケドニア戦争
- 135–132 BC 第一次奴隷戦争
- 113–101 BC キンブリ・テウトニ戦争
- 113 BC – CE 439 ゲルマン戦争
- 104–100 BC 第二次奴隷戦争
- 91–88 BC 同盟市戦争
- 88–87 BC スッラの第一次内戦
- 85 BC ポントス王国に対するコルキスの反乱
- 83–72 BC セルトリウス戦争
- 82–81 BC スッラの第2次内戦
- 78 BC  マルクス・アエミリウス・レピドゥス
- 73–71 BC 第三次奴隷戦争
- 73–63 BC ローマのシリア地方とユダヤ地方編入
- 65–63 BC ポンペイウスのイベリアとアルバニア戦役
- 63–62 BC 第二次カティリナの陰謀
- 55–54 BC ローマによるブリタンニア侵攻
- 58–51 BC ガリア戦争
- 49–45 BC ローマ内戦
- 44–36 BC シチリア反乱
- 43 BC ムティナの戦い
- 43–42 BC 解放者戦争
- 41–40 BC ペルシアの戦い
- 32–30 BC 共和制ローマの最終戦争

## 1〜10世紀
- 9         ファルスの戦い
- 35–41 イベリア・ペルシア戦争
- 49–96 ローマの英国征服
- 51 アルメニア・イベリア戦争
- 69 ローマ内戦
- 69–70 バタヴィ族の反乱
- 193 ローマ内戦
- 208–210 ローマのカレドニア侵攻
- 238 ローマ内戦
- 271–278 コルキス・ローマ戦争
- 284–285 ローマ内戦
- 306–324 テトラルキア内戦
- 350–351 ローマ内戦
- 360–361 ローマ内戦
- 367–368 偉大なる共謀
- 376–382 ゴート戦争
- 387–388 ローマ内戦
- 394 フリギドゥスの戦い
- 482–484 イベリア・ペルシア戦争
- 526–532 イベリア戦争
- 535–554 ゴート戦争
- 541–562 ラジカ戦争

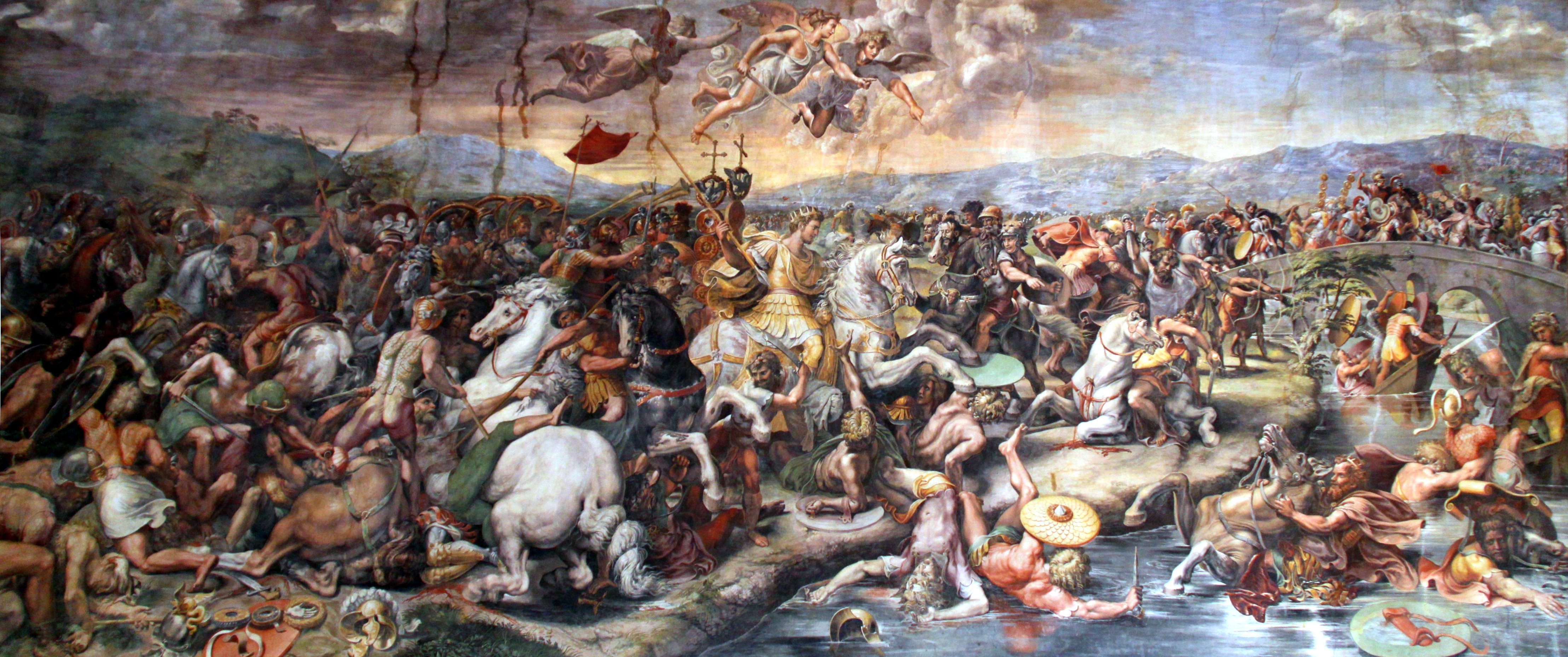
ミルウィウス橋の戦い(312年)

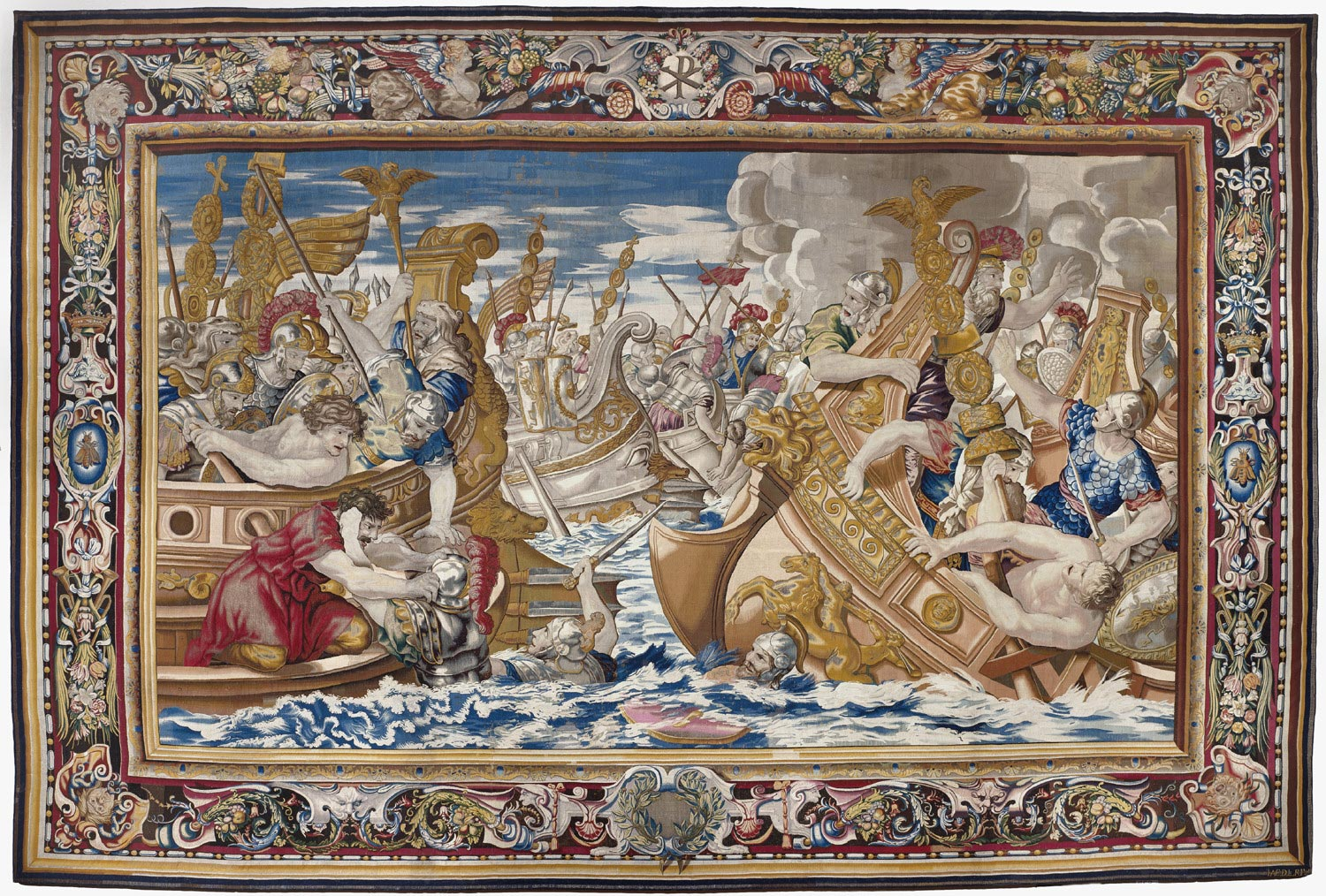
ヘレスポントスの海戦(324年)

- 582–602 マウリキウスのバルカン戦役
- c. 600–793 フリース人・フランク人戦争
- 650–799 アラブ・ハザール戦争
- 680–1355 ブルガリア・東ローマ戦争
- 711–718 ウマイヤ朝のヒスパニア征服
- 715–718 フランクの内戦
- 722–1492 レコンキスタ
- 732           トゥール、ポワティエ間
- 735–737 ジョージア・ウマイヤ朝戦争
- 772–804 ザクセン戦争
- c. 800/862–973 ハンガリーのヨーロッパ侵攻
- 830s ルーシのパプラゴニア遠征
- 839–1330 ブルガリア・セルビア戦争
- 854–1000 クロアチア・ブルガリア戦争
- 860 ルーシ・ビザンツ戦争
- 865–878 大異教徒軍の侵攻
- 907 ルーシ・ビザンツ戦争
- 914 アラブ・ジョージア戦争
- 939 アンダーナッハの戦い
- 941 ルーシ・ビザンツ戦争
- 955 レクニッツの戦い
- 970–971 スヴャトスラフ1世のブルガリア侵攻
- 982 スティーロの戦い
- 983 スラヴ人の大蜂起

## 11世紀

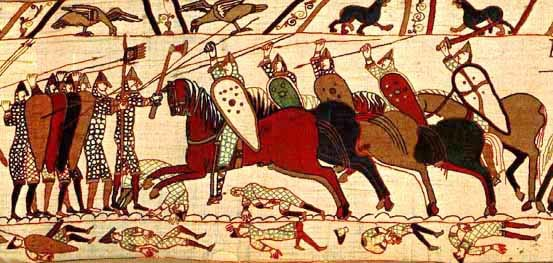
ヘイスティングズの戦い (1066年)

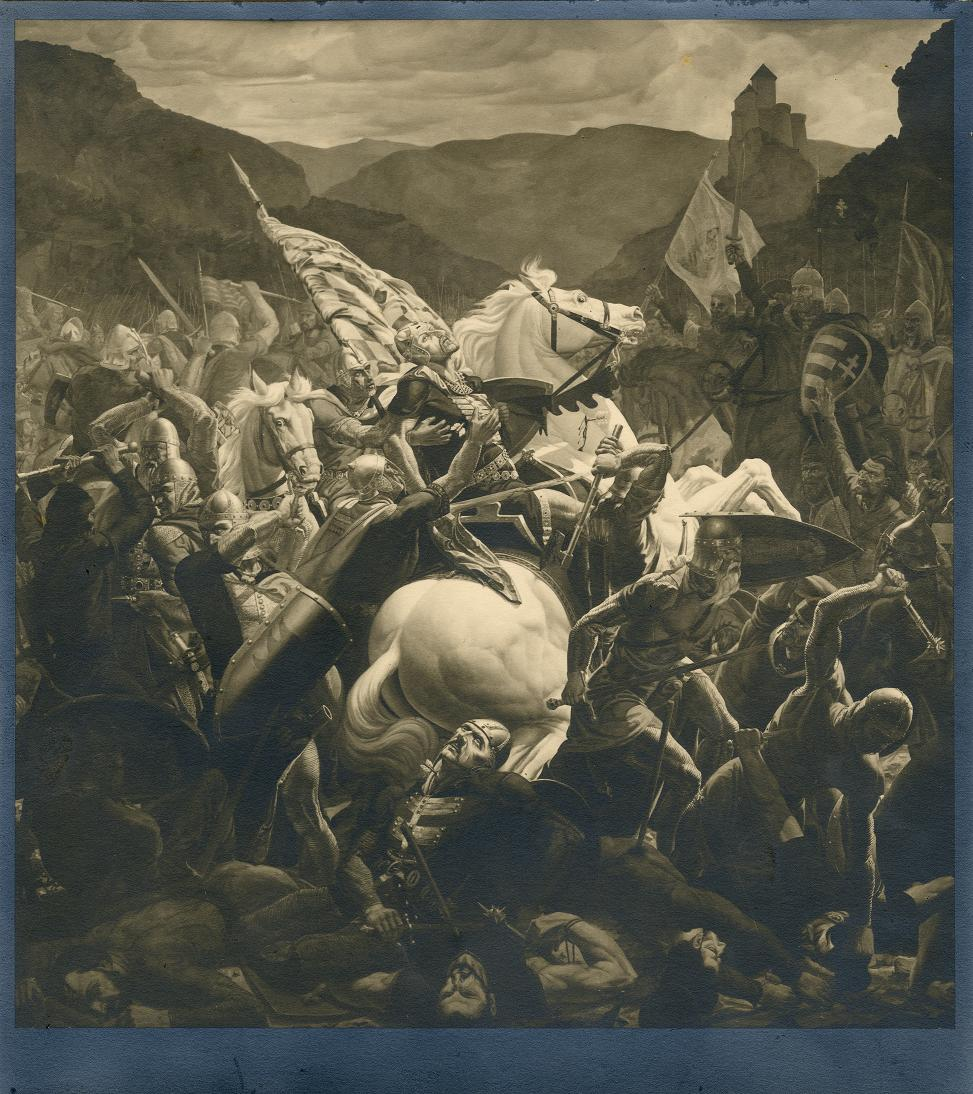
グヴォズドの戦い (1097年)

- 1002–1018 ドイツ・ポーランド戦争
- 1014–1208 ビザンツ・グルジア戦争
- 1015–1016 ピサ=ジェノヴァ連合軍のサルデーニャ防衛
- 1015–1016 クヌート1世のイングランド侵攻
- 1018 フラールディンゲンの戦い
- 1024 リストヴェンの戦い
- 1024 ルーシ・ビザンツ戦争
- 1043 ルーシ・ビザンツ戦争
- 1044 Ménfőの戦い
- 1048–1064 デンマークの侵略
- 1050–1185 ノルマン・東ローマ戦争
- 1057 Petroeの戦い
- 1060 Theben峠の戦い
- 1066 スタンフォード・ブリッジの戦い
- 1066–1088 ノルマン・コンクエスト
- 1067–1194 ノルマン朝のウェールズ侵攻
- 1067 ネミガ川の戦い
- 1068 アリタ川の戦い
- 1073–1075 ザクセン戦争 (ハインリヒ4世)
- 1075 伯爵たちの反乱
- 1077–1088 ザクセンの大反乱
- 1078 Kalavryeの戦い
- 1088 1088年の反乱
- 1093 シュミラウの戦い
- 1093 ステューフナ川の戦い
- 1097 グヴォズドの戦い
- 1099–1204 グルジア・セルジューク朝戦争

## 12世紀
- 1109 グウォグフの戦い
- 1115 ヴェルフェスホルツの戦い
- 1121 ディドゴリの戦い
- 1126 Chlumecの戦い
- 1130–1240 ノルウェーの内戦時代

ディドゴリの戦いのモニュメント(グルジア)

- 1135–54 無政府時代 (イングランド)
- 1142–1445 スウェーデン・ノヴゴロド戦争
- 1144–1162 ボーサンク戦争
- 1159–1345 教皇派と皇帝派の戦争
- 1164 Verchenの戦い
- 1169–1175 ノルマン人のアイルランド侵攻
- 1173–1174 1173-1174年の反乱
- 1185–1204 アセンとペタルの蜂起
- 1198 ジゾールの戦い
- 1198–1290 リヴォニア十字軍

## 13世紀
- 1201 シュテラの戦い
- 1202 ザダルの包囲
- 1202–1214 英仏戦争
- 1205 ザヴィホストの戦い
- 1208–1227 エストニア征服
- 1209–1229 アルビジョア十字軍
- 1211 1211年ウェールズ反乱
- 1215–1217 第一次バロン戦争

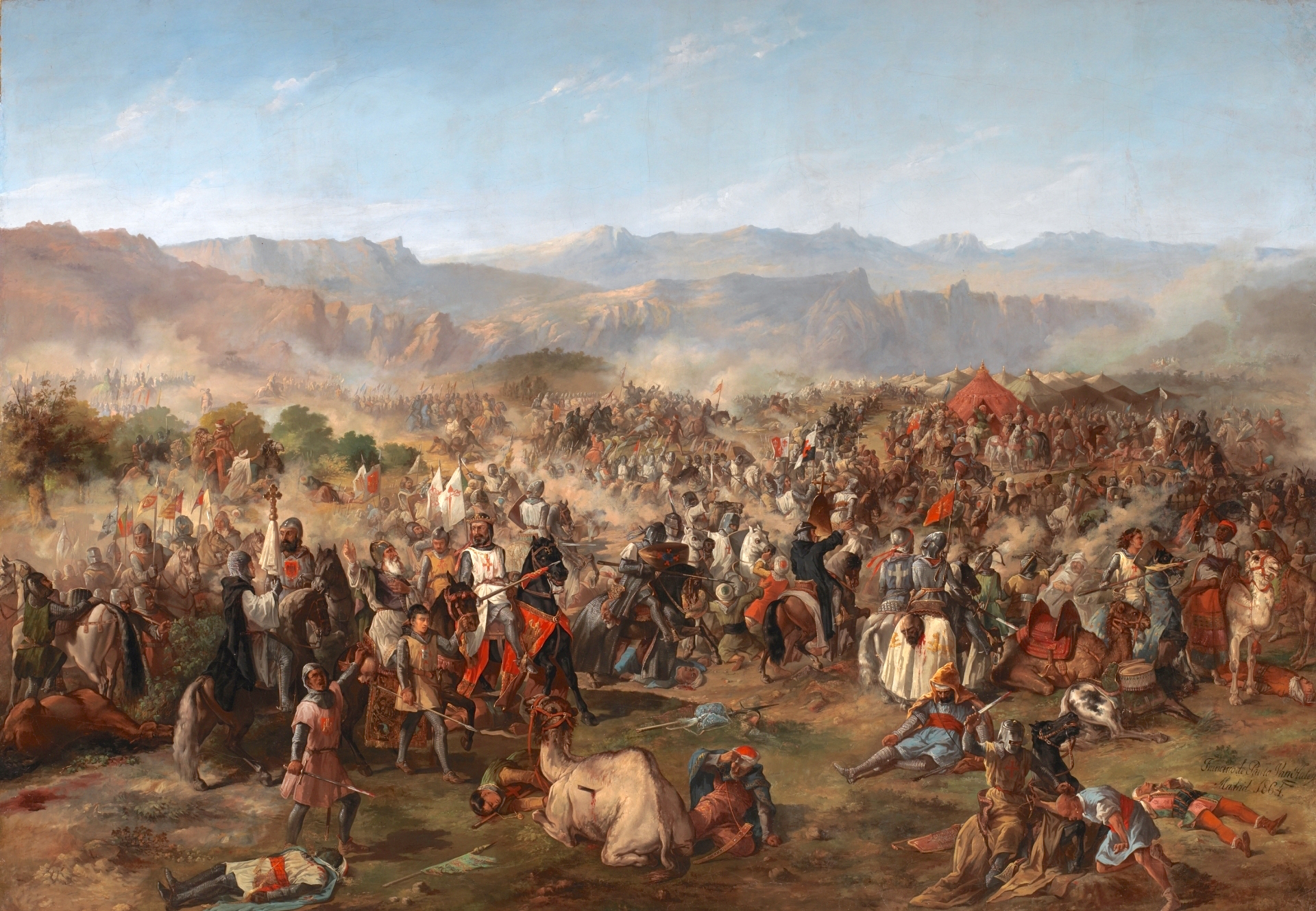
ナバス・デ・トロサの戦い (1212年)

- 1216–1222 シャンパーニュ継承戦争
- 1220–1264 Sturlungsの時代
- 1223–1241 モンゴルのヨーロッパ侵攻
- 1223–1480 タタールのルーシ襲撃
- 1224 ラ・ロシェルの包囲
- 1227 ボルンヘーフェトの戦い
- 1231–1233 フリース・ドルテ戦争
- 1234–1238 モンゴルのグルジア侵攻
- 1239–1245 テルトー戦争
- 1242 サントンジュ戦争
- 1256–1258 エウボイア継承戦争
- 1256–1381 ヴェネツィア・ジェノヴァ戦争
- 1256–1422 フリースラント・ホラント戦争
- 1260 クレッセンブルンの戦い
- 1262–1266 スコットランド・ノルウェー戦争
- 1264–1267 第2次バロン戦争
- 1265 Isaszegの戦い
- 1275–1276 ヴァルデマール1世に対する戦争
- 1276–1278 6000マーク戦争
- 1276 ナバラ戦争
- 1277–1280 イヴァイロの反乱
- 1278 マルヒフェルトの戦い
- 1282–1302 シチリア晩祷戦争
- 1283–1289 リンブルフ継承戦争
- 1288–1295 アウトロー戦争
- 1296–1357 スコットランド独立戦争
- 1297–1305 フランス・フランドル戦争
- 1298 ゲルハイムの戦い

## 14世紀
- 1302 金拍車の戦い

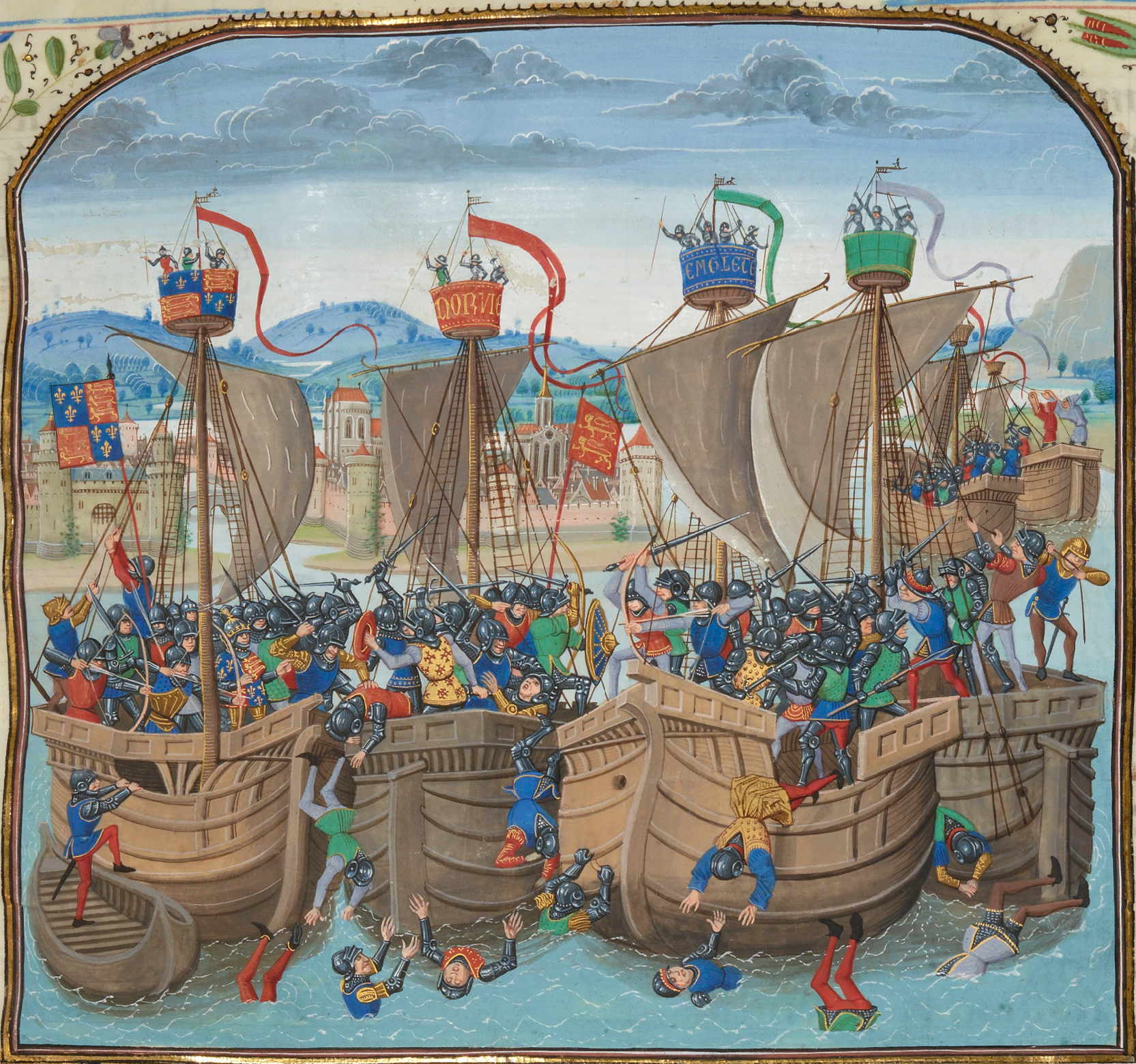
スロイスの海戦(1340年) (写本より)

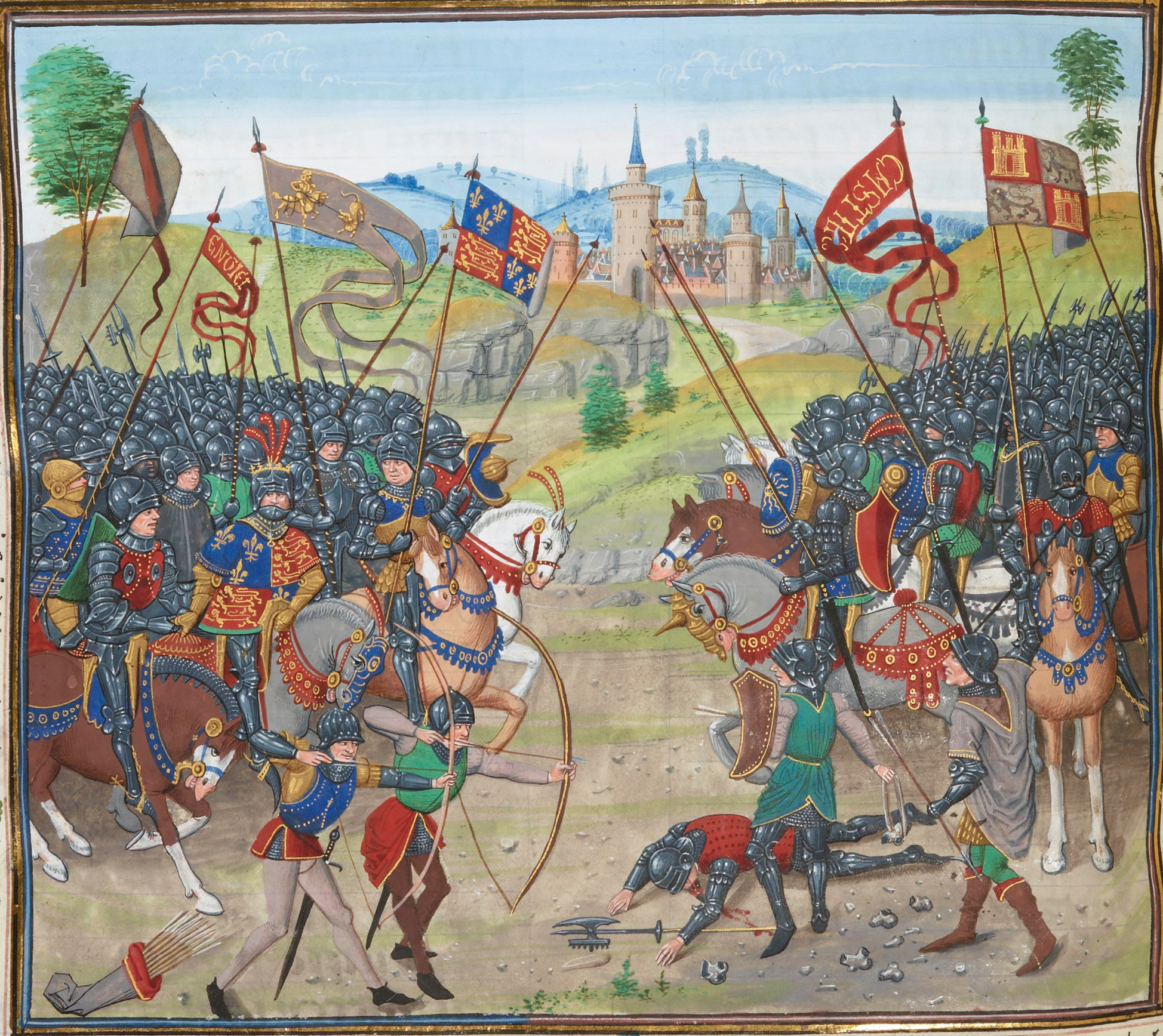
ナヘラの戦い(1367年)

- 1304–1310 スウェーデン兄弟の確執
- 1307 ルッカの戦い
- 1311–1312 ヴイト・アルベルトの反乱
- 1312 Rozgonyの戦い
- 1321–1322 ディスペンサー戦争
- 1321–1328 1321-1328年ビザンチン内戦
- 1322 Bliskaの戦い
- 1323–1328 フランドル農民反乱
- 1324 サン・サルドス戦争
- 1326–1332 ポーランド・ドイツ騎士団戦争
- 1333–1338 バーク内戦
- 1337–1453 百年戦争
- 1340–1392 ハールィチ・ヴォルィーニ戦争
- 1340–1396 ブルガリア・オスマン戦争
- 1341–1347 1341–1347年ビザンチン内戦
- 1342–1350 熱心党の反乱
- 1343–1345 聖ゲオルギオスの夜の蜂起
- 1347–1352 ラヨシュ1世のナポリ遠征
- 1350–1498 VetkopersとSchieringersの戦争
- 1350–1490 HookとCod戦争
- 1356–1358 ジャックリーの乱
- 1356–1375 二人のペドロの戦争
- 1362 ヘルシンボリの戦い
- 1362–1457 War of the Bands
- 1366–1369 第一次カスティーリャ継承戦争
- 1366–1526 オスマン・ハンガリー戦争
- 1369–1370 第一次フェルナンドの戦争
- 1371–1913  セルビア・オスマン戦争
- 1371 ベスヴァイラーの戦い
- 1371–1379 ゲルデルン継承戦争
- 1371–1381 キオッジャ戦争
- 1372–1373 第二次フェルナンドの戦争
- 1373–1379 1373-1379年ビザンチン内戦
- 1375 Gugler戦争
- 1375–1378 八聖人戦争
- 1381 ワット・タイラーの乱
- 1381–1382 第三次フェルナンドの戦争
- 1381–1384 リトアニアの内戦 (1381年-1384年)
- 1382 HarelleとMaillotinsの反乱
- 1381–1404 第二次グルジア・モンゴル戦争
- 1389 コソボの戦い
- 1389–1392 リトアニアの内戦 (1389年-1392年)
- 1395 ニコポリスの戦い

## 15世紀
- 1400–1415 グリンドゥールの反乱
- 1401–1429 アッペンツェル戦争

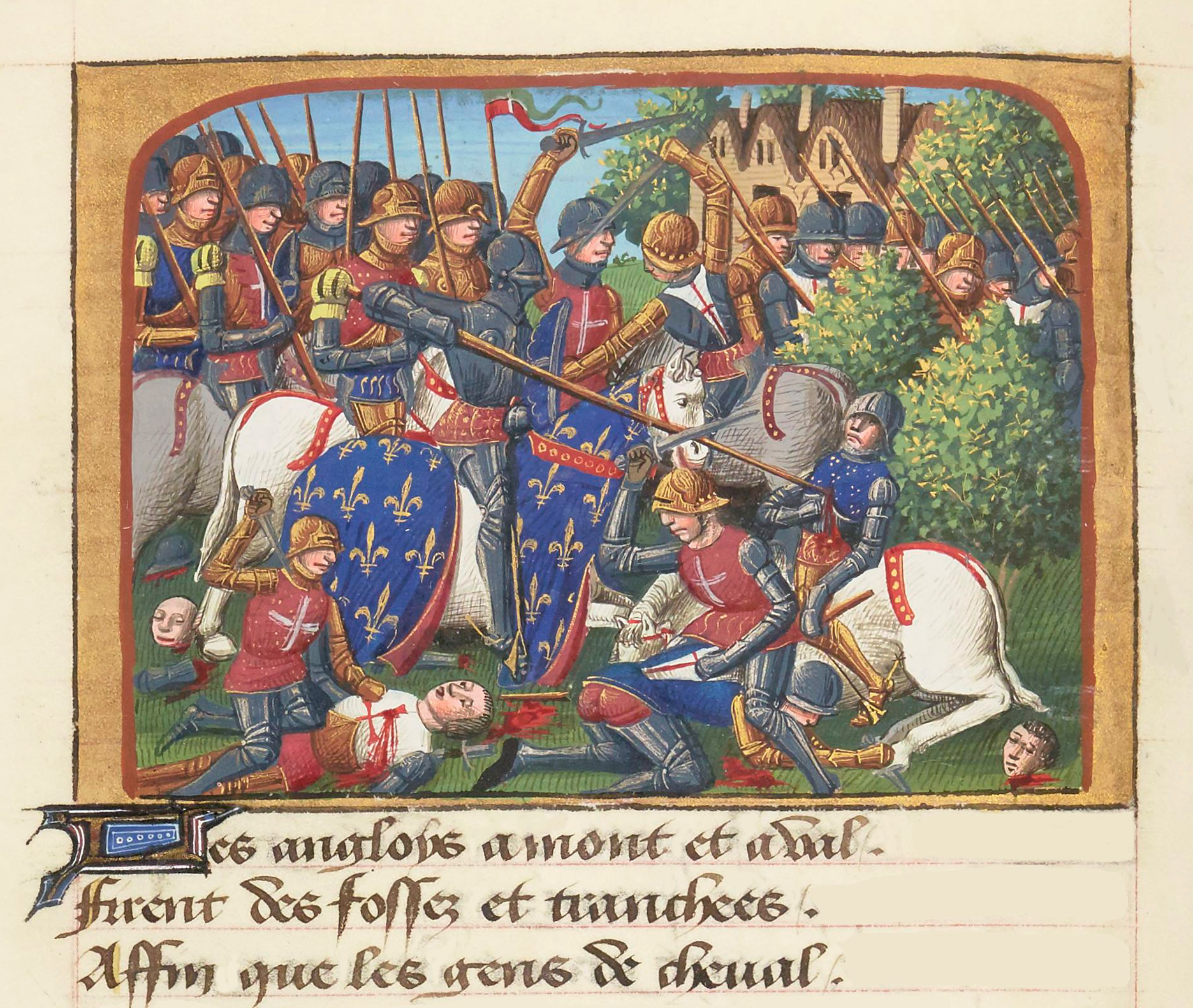
フォルミニーの戦い(1450年)

- 1407–1468 トルクメン・ジョージア戦争
- 1409–1411 ポーランド・リトアニア・ドイツ騎士団戦争
- 1410–1435 シュレースヴィヒ戦争
- 1414 飢餓戦争
- 1419–1434 フス戦争
- 1422 ゴルブ戦争
- 1422 アルベドの戦い
- 1425–1454 ロンバルディア戦争
- 1431–1435 ポーランド・ドイツ騎士団戦争
- 1434–1436 エンゲルブレクトの反乱
- 1437 Budai Nagy Antalの反乱(トランシルヴァニアの大農民反乱)
- 1438–1556 ロシア・カザン戦争
- 1440–1446 古チューリッヒ戦争
- 1441 サモボルの戦い
- 1443–1444 ヴァルナ十字軍
- 1445 第一次オルメドの戦い
- 1447–1448 アルバニア・ヴェネツィア戦争
- 1449–1450 第一次辺境伯戦争
- 1449 カスティオーネの戦い
- 1449–1453 ヘントの反乱
- 1450 ジャック・ケイドの反乱
- 1451–1455 ナバーラ内戦
- 1453 コンスタンティノープルの戦い
- 1453–1454 モレアスでのアルバニア人反乱 (農民反乱)
- 1454–1466 十三年戦争
- 1455–1485 薔薇戦争
- 1462–1485 レメンサ農民の反乱
- 1462–1472 カタルーニャ内戦
- 1463–1479 オスマン・ヴェネツィア戦争
- 1465 モンテリーの戦い (公益同盟戦争)
- 1465–1468 リエージュ戦争
- 1466–1469 イルマンディーニョの反乱
- 1467 第二次オルメドの戦い
- 1467–1479 司祭戦争
- 1468 ヴァルツフート戦争
- 1468–1478 ボヘミア戦争
- 1470–1471 デンマーク・スウェーデン戦争
- 1470–1474 イングランド・ハンザ同盟戦争
- 1475–1479 第二次カスティーリャ継承戦争
- 1477–1488 オーストリア＝ハンガリー戦争 (1477–88)
- 1478 ケルンテンの農民反乱
- 1478 ジョルニコの戦い
- 1479 ギネガテの戦い
- 1482–1484 フェラーラ戦争
- 1484 Lochmaben Fairの戦い
- 1485–1488 マッド戦争
- 1487 クレヴォラドッソラの戦い
- 1487 ロヴェレートの戦い
- 1488 ソーキバーンの戦い
- 1492–1583 モスクワ・リトアニア戦争
- 1493 クルバヴァの戦い
- 1493–1593 クロアチア・オスマン百年戦争
- 1494–1498 イタリア戦争 (1494〜1498年)
- 1495–1497 ロシア・スウェーデン戦争
- 1497 1497年のコーニッシュ反乱
- 1497 ロテブロの戦い
- 1499 スワビアン戦争
- 1499–1504 イタリア戦争 (1499年-1504年)

## 16世紀
- c. 1500–1854 レキアノバ
- 1502–1543 ゲルデルン戦争
- 1503–1505 ランツフート継承戦争
- 1508–1516 カンブレー同盟戦争

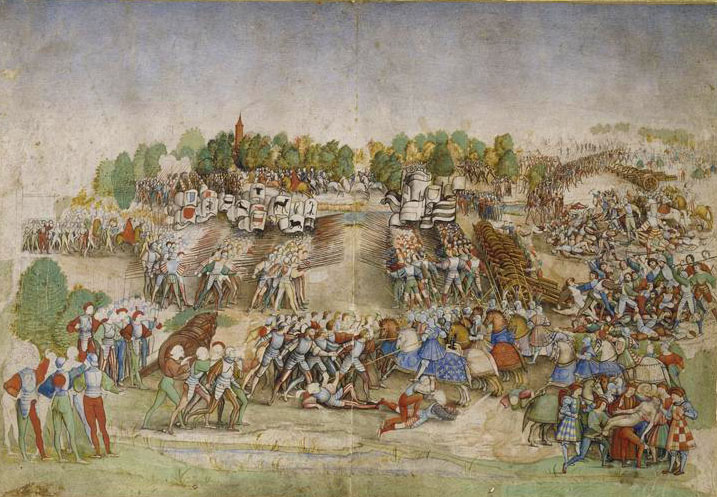
マリニャーノの戦い (1515年)

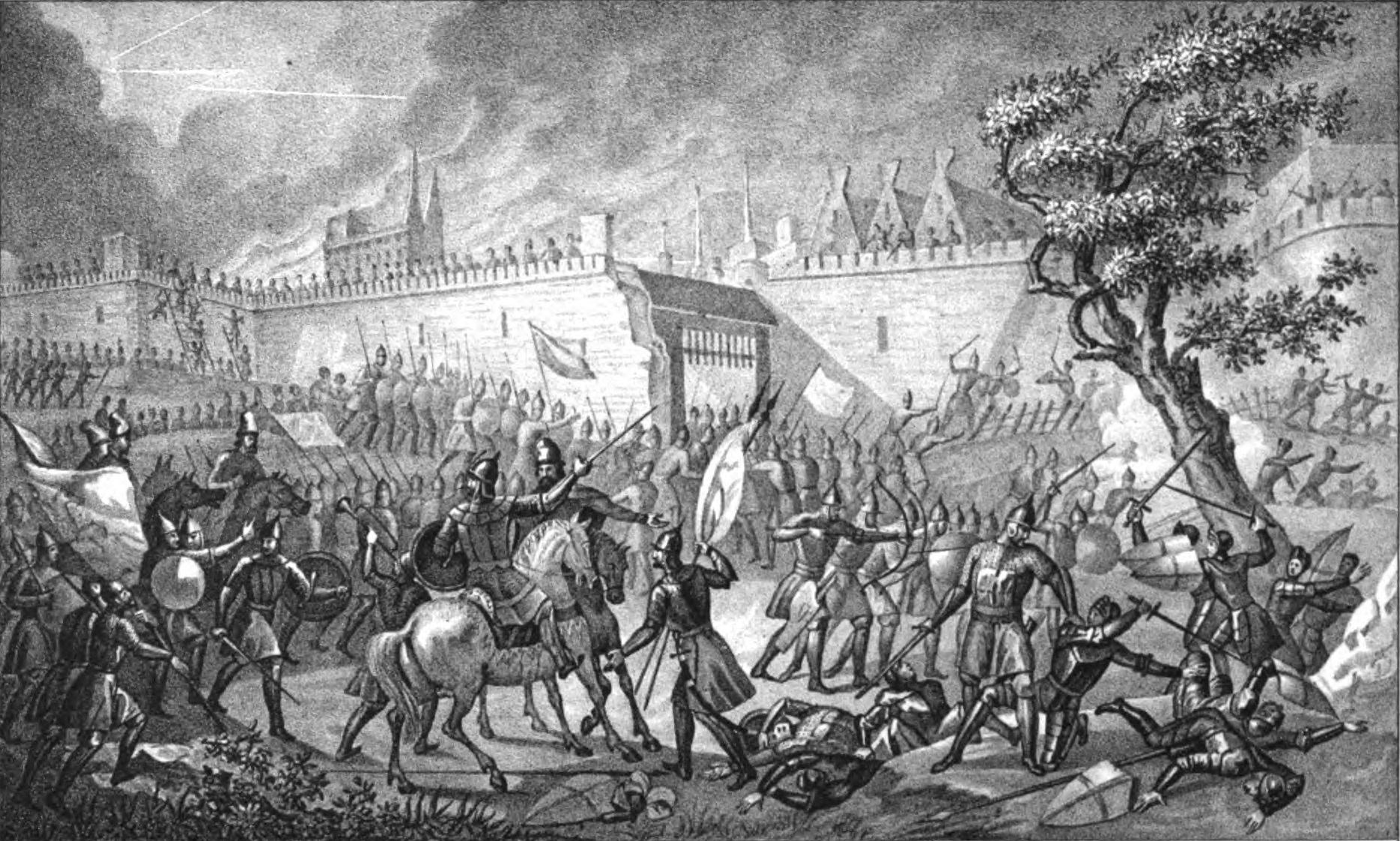
ナルヴァ包囲戦 (1558年)

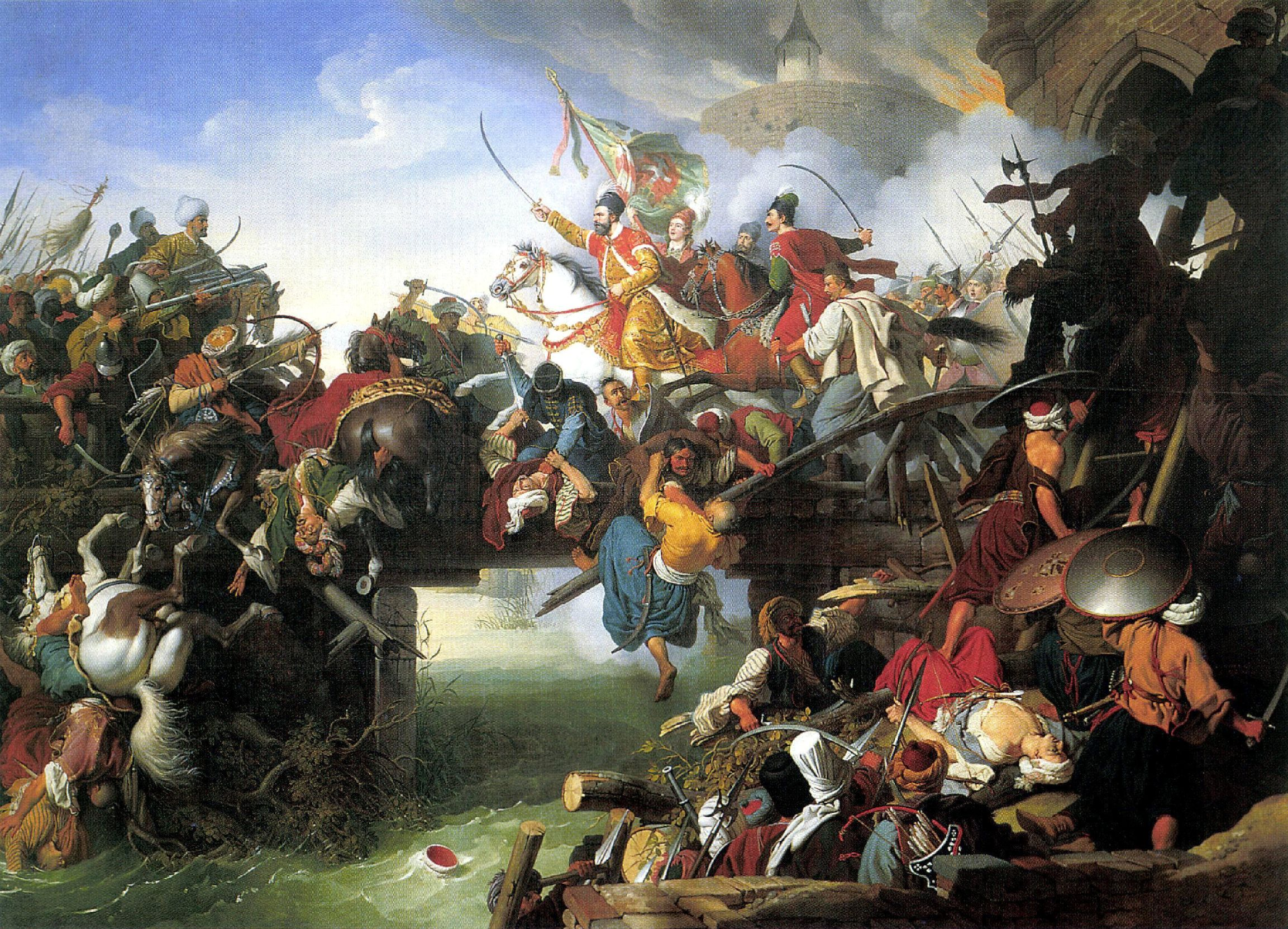
シゲトバール包囲戦 (1566年)

サン・バルテルミの虐殺(1572年)

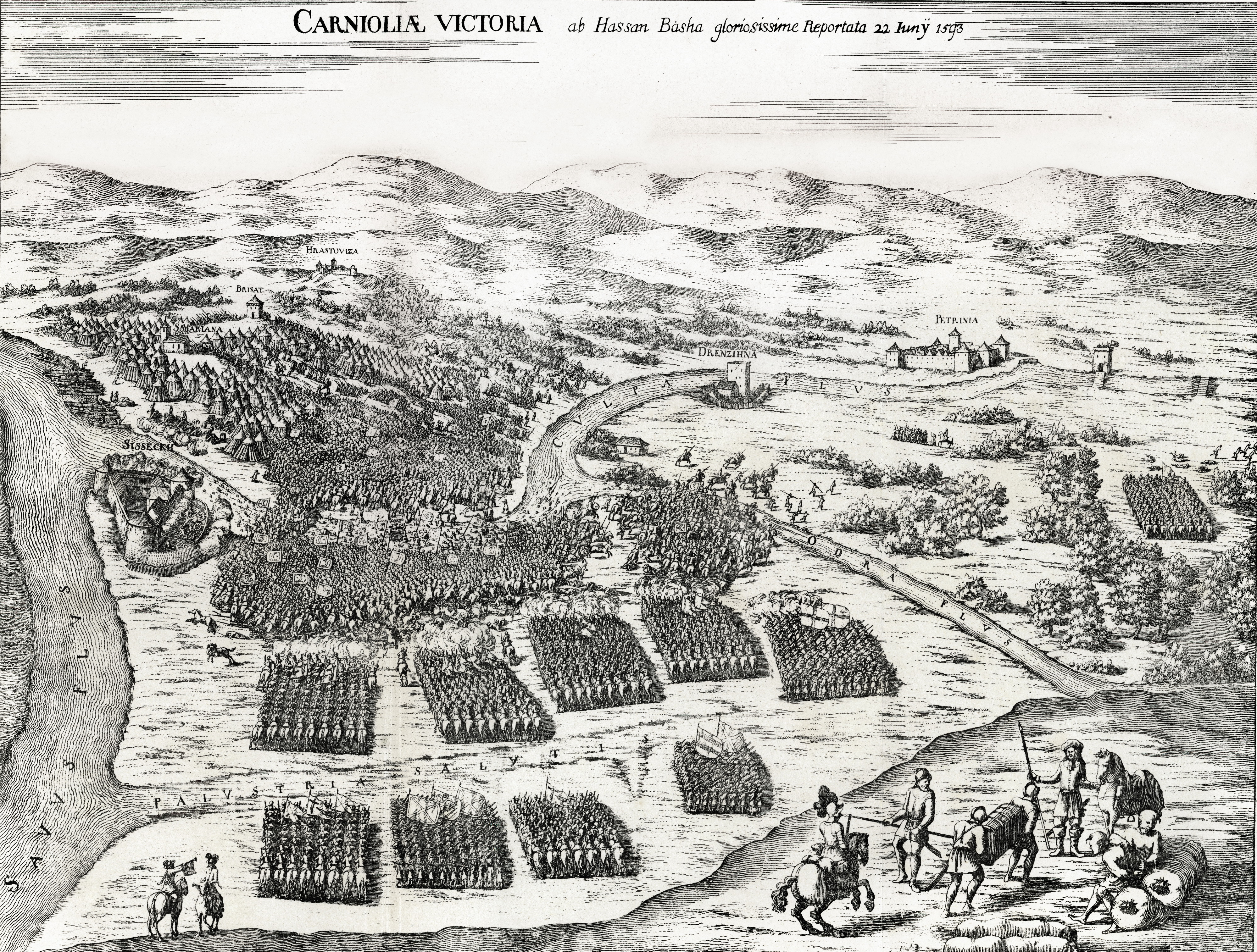
シサクの戦い (1593年)

- 1509–1510 ポーランド・モルダヴィア戦争
- 1514 貧民コンラートの乱
- 1514 ドージャ・ジェルジの反乱
- 1514–1517 ザクセンとエッツアルト1世の戦争
- 1515 スロベニア農民反乱
- 1515–1523 フリースラントの農民反乱
- 1519–1521 ポーランド・ドイツ騎士団戦争
- 1520–1521 コムネロスの反乱
- 1521–1523 ヘルマニア反乱
- 1521–1523 スウェーデン解放戦争
- 1521–1718 オスマン帝国・ハプスブルク家戦争
- 1522–1523 騎士戦争
- 1522–1559 イタリア戦争
- 1524–1525 ドイツ農民戦争
- 1526 Espadánの反乱
- 1529 第一次カッペル戦争
- 1531 第二次カッペル戦争
- 1534 絹衣のトマスの乱
- 1534–1535 ミュンスターの反乱
- 1534–1536 伯爵戦争
- 1536–1537 恩寵の巡礼
- 1540 塩戦争
- 1542–1543 ダッケの反乱 (農民反乱)
- 1543–1550 ラフ・ウーイング
- 1546–1547 シュマルカルデン戦争
- 1549 ケットの乱
- 1549 祈祷書反乱
- 1550 Sauðafellの戦い
- 1552–1555 第二次辺境伯戦争
- 1554 ワイアットの乱
- 1554–1557 ロシア・スウェーデン戦争
- 1558–1583 リヴォニア戦争
- 1560 リース包囲戦
- 1562–1598 ユグノー戦争
- 1563–1570 北方七年戦争
- 1565 マルタ大包囲戦
- 1566 シゲトバールの包囲
- 1568–1570 モリスコ反乱
- 1568–1648 八十年戦争
- 1569–1570 北部諸侯の乱
- 1569–1573 第一次デスモンドの反乱
- 1573 クロアチアとスロベニアの農民反乱
- 1578 グルジア・オスマン戦争
- 1579–1583 第二次デスモンドの反乱
- 1580–1583 ポルトガル継承戦争
- 1583–1588 ケルン戦争
- 1585–1604 英西戦争
- 1588–1654 オランダ・ポルトガル戦争
- 1587–1588 ポーランド継承戦争
- 1590–1595 ロシア・スウェーデン戦争
- 1593 シサクの戦い
- 1593–1606 長期戦争 (オスマン帝国)
- 1593–1617 モルダヴィア・マグナート戦争
- 1594–1603 アイルランド九年戦争
- 1595–1621 モルダヴィア・マグナート戦争
- 1596–1597 カジェル戦争
- 1598–1599 シギスムンドに対する戦争

## 17世紀

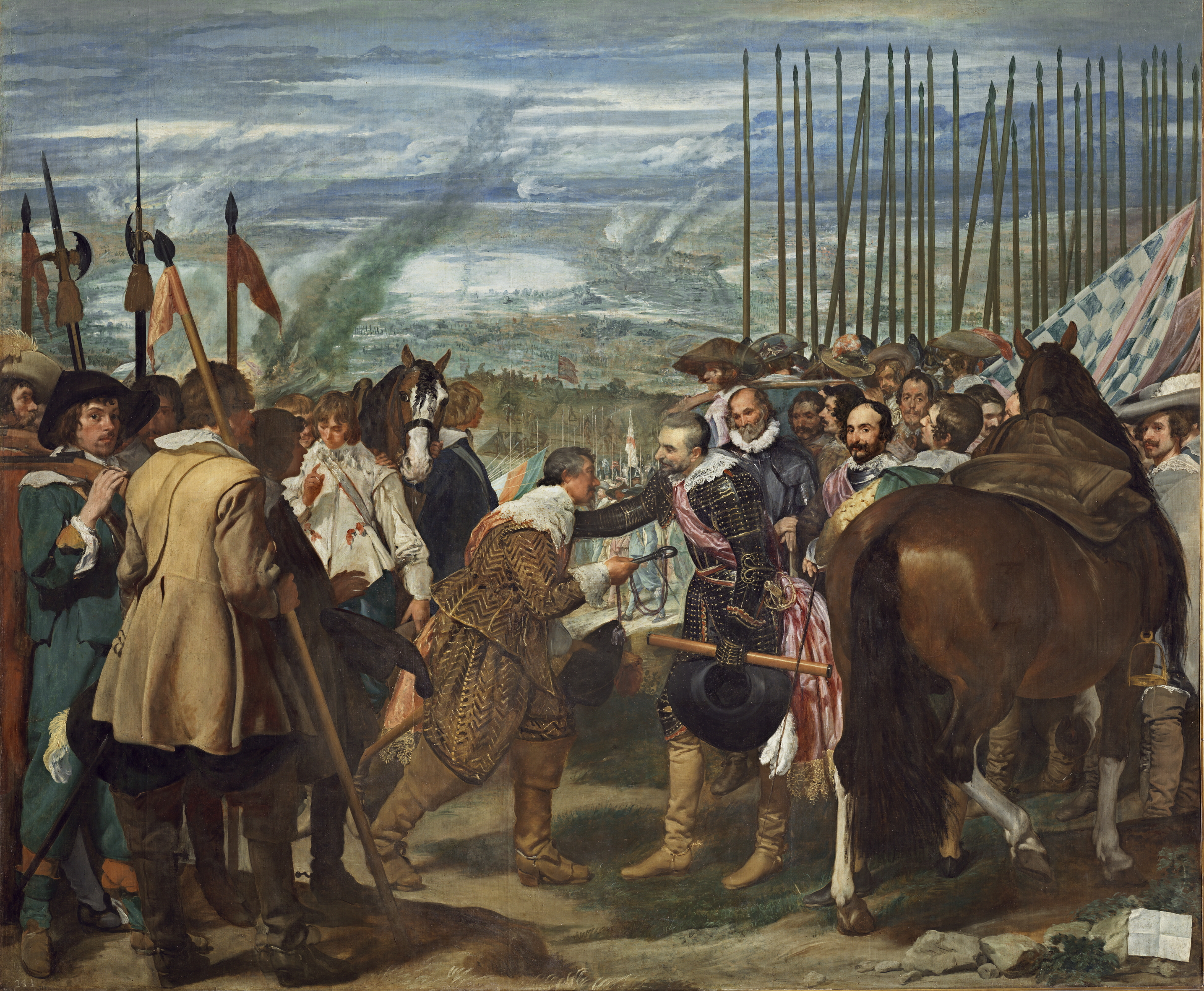
ブレダ包囲戦 (1624年)

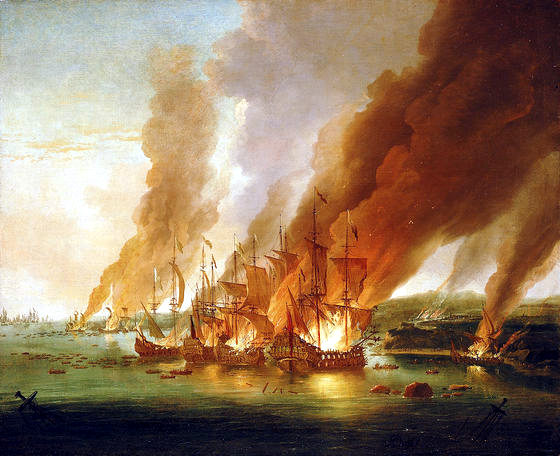
ラ・オーグの海戦 (1692年)

- 1600–1629 スウェーデン・ポーランド戦争
- 1602 ジュネーヴのサヴォイア・エスカラード
- 1605–1618 ロシア・ポーランド戦争
- 1606–1607 ボロトニコフの反乱
- 1606–1608 ゼブジドフスキの反乱
- 1610–1617 イングリア戦争
- 1611–1613 カルマル戦争
- 1615–1618 ウスコク戦争
- 1618–1648 三十年戦争
- 1618–1639 グラウビュンデン紛争
- 1620–1621 ポーランド・オスマン戦争
- 1625 ジュマイロの蜂起 (コサックの反乱)
- 1627–1629 英仏戦争
- 1628–1631 マントヴァ継承戦争
- 1630 フェドロヴィチの蜂起 (コサックの反乱)
- 1632–1634 スモレンスク戦争
- 1637 パウリュークの蜂起 (コサックの反乱)
- 1638 オストリャーヌィンの蜂起 (コサックの反乱)
- 1639–1653 清教徒革命
- 1640–1668 ポルトガル王政復古戦争
- 1648–1657 フメリニツキーの乱
- 1651 Kostka-Napierskiの蜂起 (農民反乱)
- 1651–1986 三百三十五年戦争
- 1652–1674 英蘭戦争
- 1653 1653年スイス農民戦争
- 1654 第一次ブレーメン戦争
- 1654–1667 ロシア・ポーランド戦争
- 1655–1660 北方戦争
- 1656 フィルメルゲン戦争
- 1663–1664 墺土戦争
- 1666 第二次ブレーメン戦争
- 1666–1671 ポーランド・コサック・タタール戦争
- 1667–1668 ネーデルラント継承戦争
- 1670–1671 ラージンの反乱
- 1672 第一次カラック蜂起
- 1672–1678 仏蘭戦争
- 1672–1673 第二次ジェノヴァ・サヴォイア戦争
- 1675–1679 スコーネ戦争
- 1676–1681 露土戦争
- 1679 カヴェナンター蜂起
- 1683–1684 再統合戦争
- 1683–1699 大トルコ戦争
- 1685 モンマスの反乱
- 1688–1697 大同盟戦争
- 1689–1692 第一次ジャコバイト反乱

## 18世紀
- 1700 リトアニア内戦
- 1700–1721 大北方戦争
- 1701–1713 スペイン継承戦争

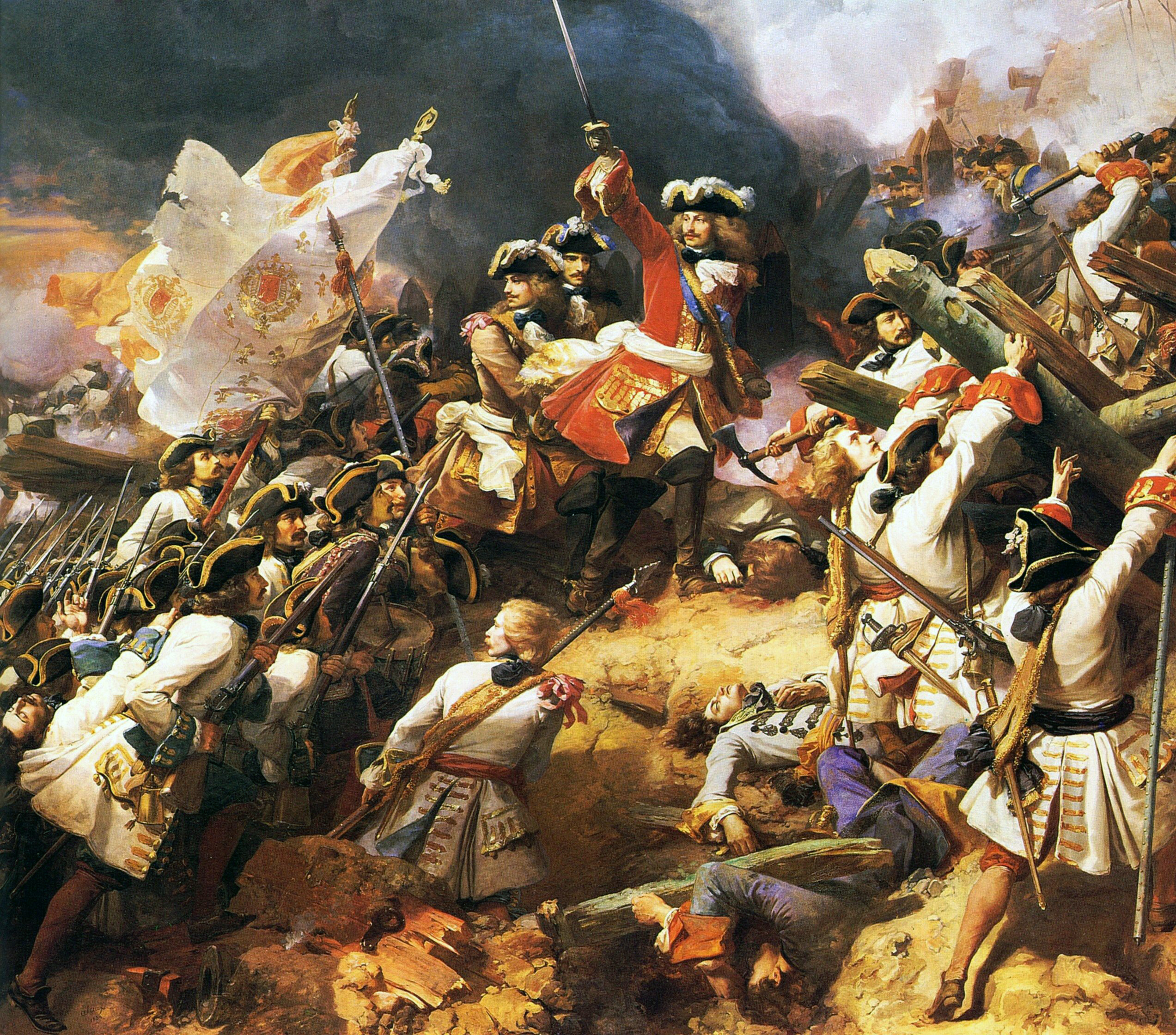
ドゥナの戦い (1712年)

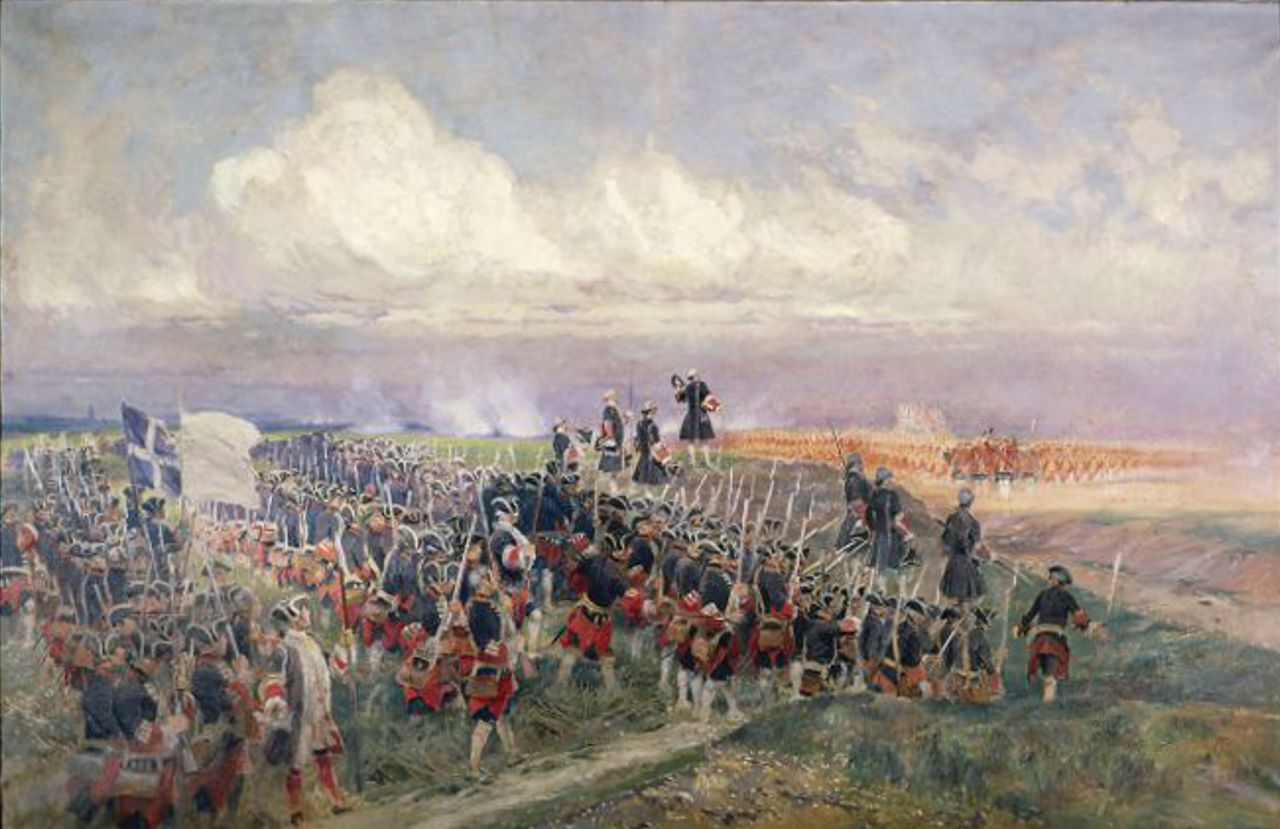
フォントノワの戦い (1745年)

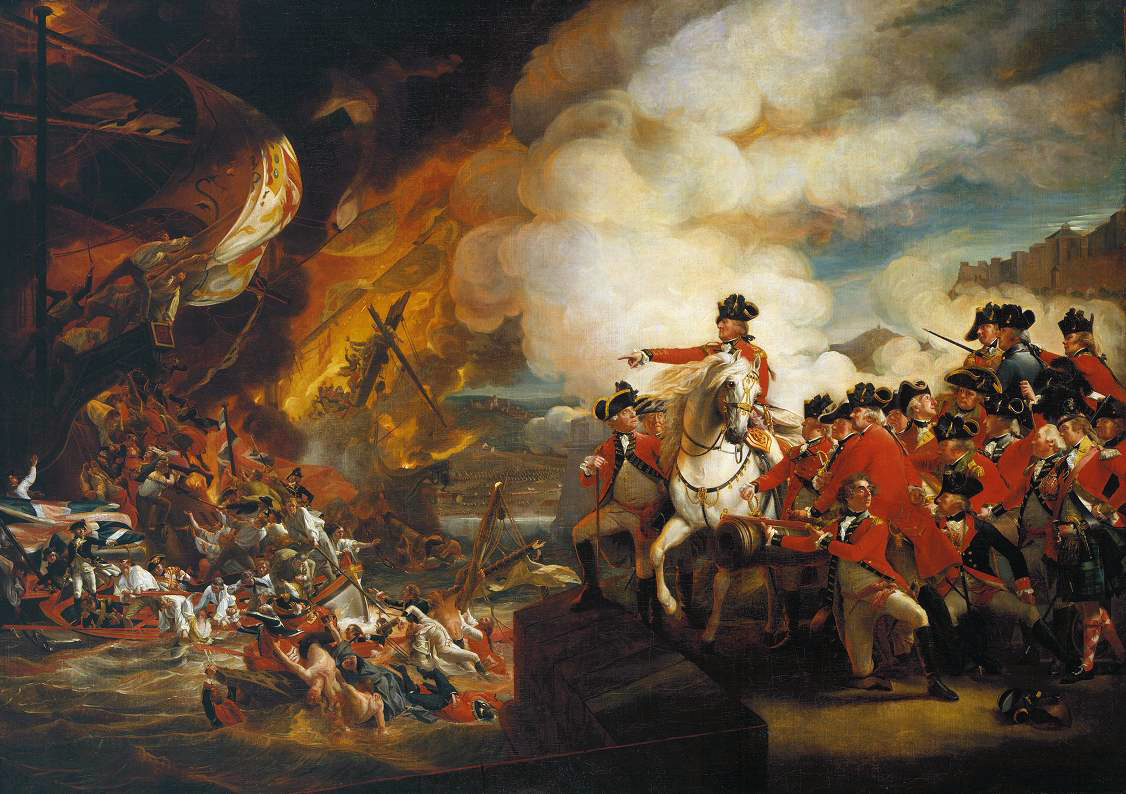
ジブラルタル包囲戦 (1779–83年)

- 1703–1711 ラーコーツィの独立戦争
- 1707–1708 ブラービン蜂起
- 1712 トッゲンブルク戦争
- 1714–1718 オスマン・ヴェネツィア戦争
- 1715–1716 1715年ジャコバイト反乱
- 1716–1718 墺土戦争
- 1718–1720 四国同盟戦争
- 1722–1723 ロシア・ペルシャ戦争
- 1727–1729 英西戦争
- 1733–1738 ポーランド継承戦争
- 1735–1739 ロシア・トルコ戦争
- 1737–1739 オーストリア・トルコ戦争
- 1740–1748 オーストリア継承戦争
- 1740–1763 シュレージエン戦争
- 1741–1743 ロシア・スウェーデン戦争
- 1745–1746 1745年ジャコバイト反乱
- 1756–1763 七年戦争
- 1757 ジョージア・オスマン戦闘
- 1763–1864 ロシア・チェルケス戦争
- 1768–1772 バール連盟の戦争
- 1768–1774 露土戦争
- 1770 ジョージア・オスマン戦闘
- 1770 オルロフの反抗
- 1774–1775 プガチョフの乱
- 1775–1783 アメリカ独立戦争
- 1778–1779 バイエルン継承戦争
- 1784 ケトル戦争
- 1784–1785 Horea、Cloșca、Crișanの蜂起
- 1785 スンジャの戦い
- 1787 オランダ愛国派の蜂起
- 1787–1791 墺土戦争
- 1787–1792 露土戦争
- 1788–1790 第一次ロシア・スウェーデン戦争
- 1790 サクソン農民蜂起
- 1792 1792年ポーランド・ロシア戦争
- 1792–1802 フランス革命戦争
- 1794 コシチュシュコ蜂起
- 1795 クシャニシの戦い
- 1798 1798年のアイルランド蜂起
- 1798 農民戦争

## 19世紀

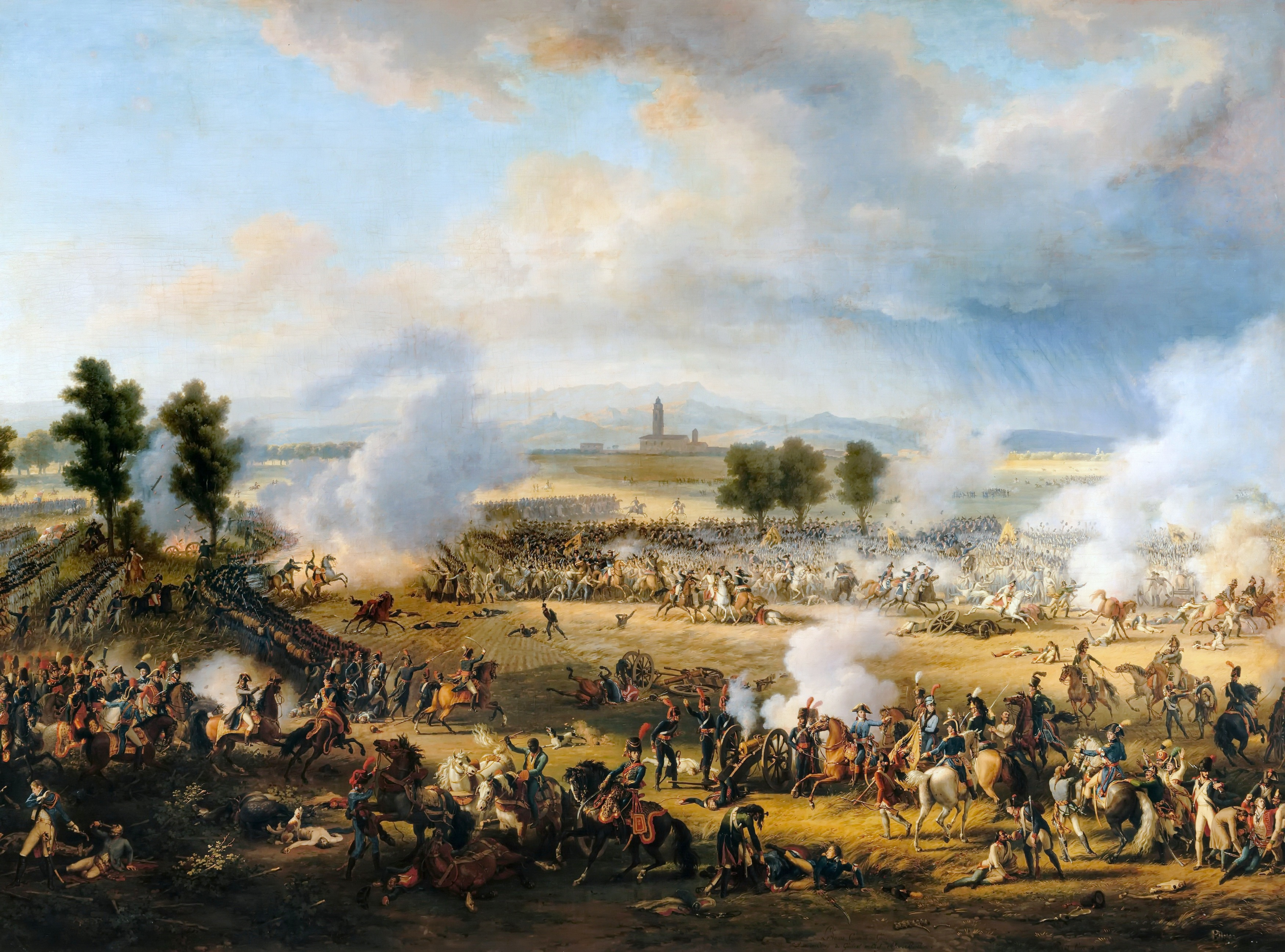
マレンゴの戦い (1800年)

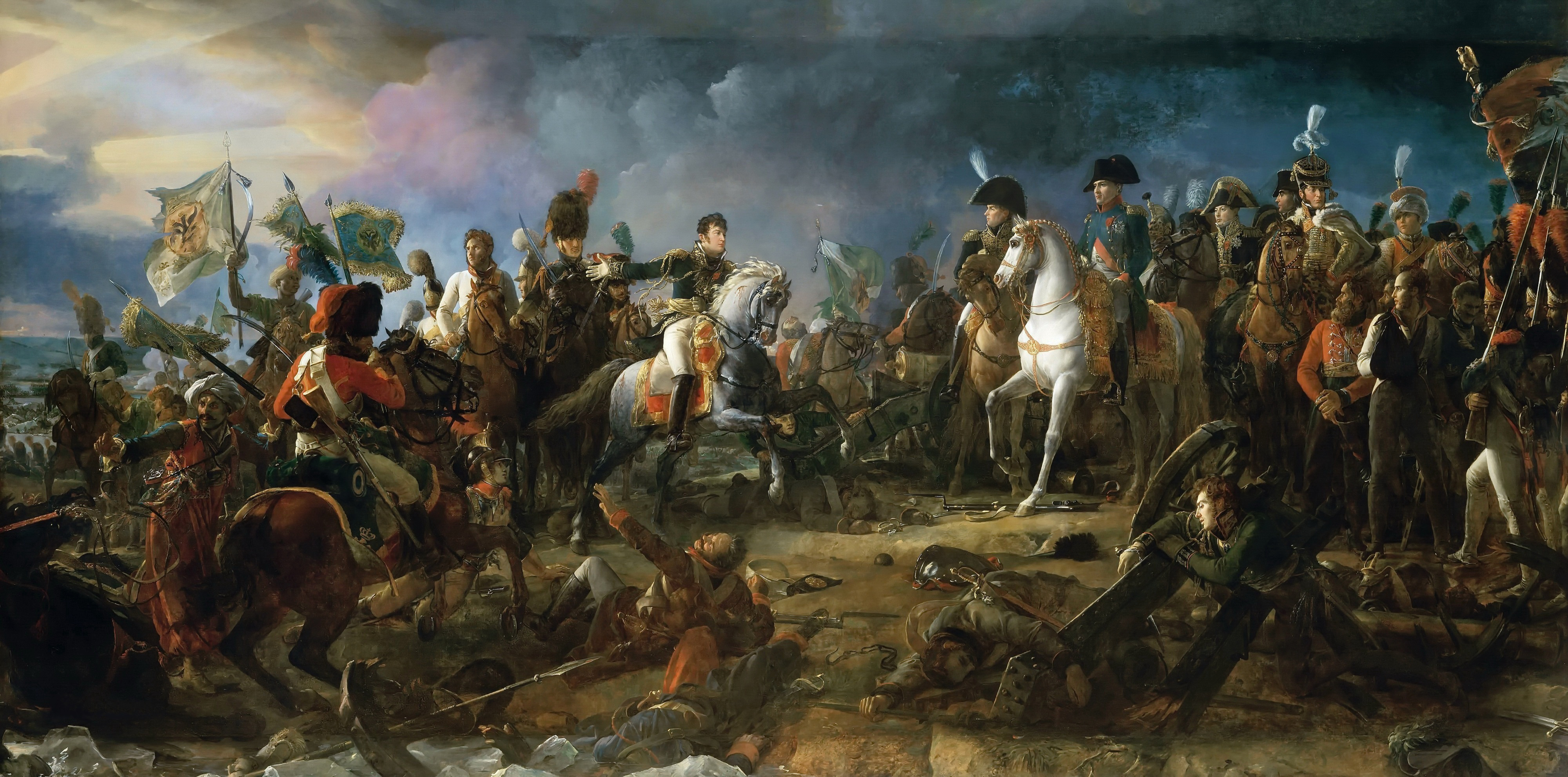
アウステルリッツの戦い(1805年)でのナポレオン(François Pascal Simon, Baron Gérard作)

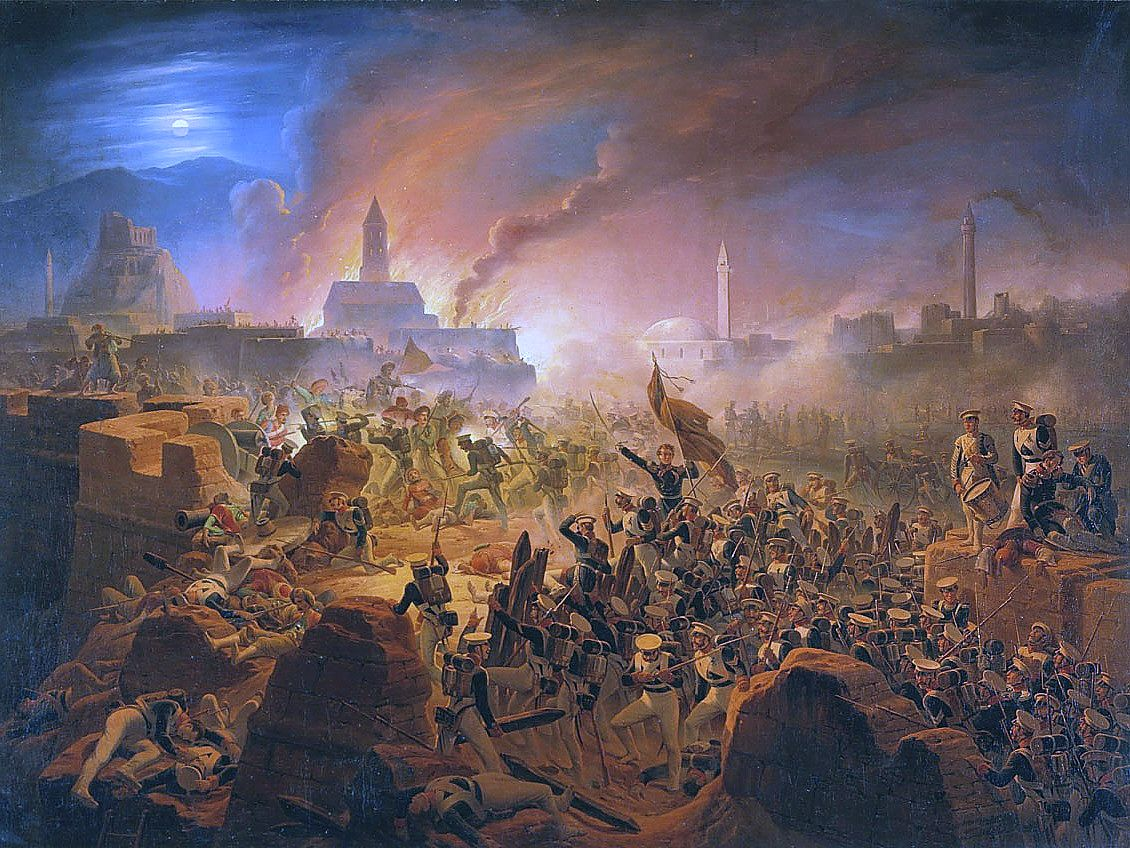
アハルツィヘの戦い (1828年), (January Suchodolski作)

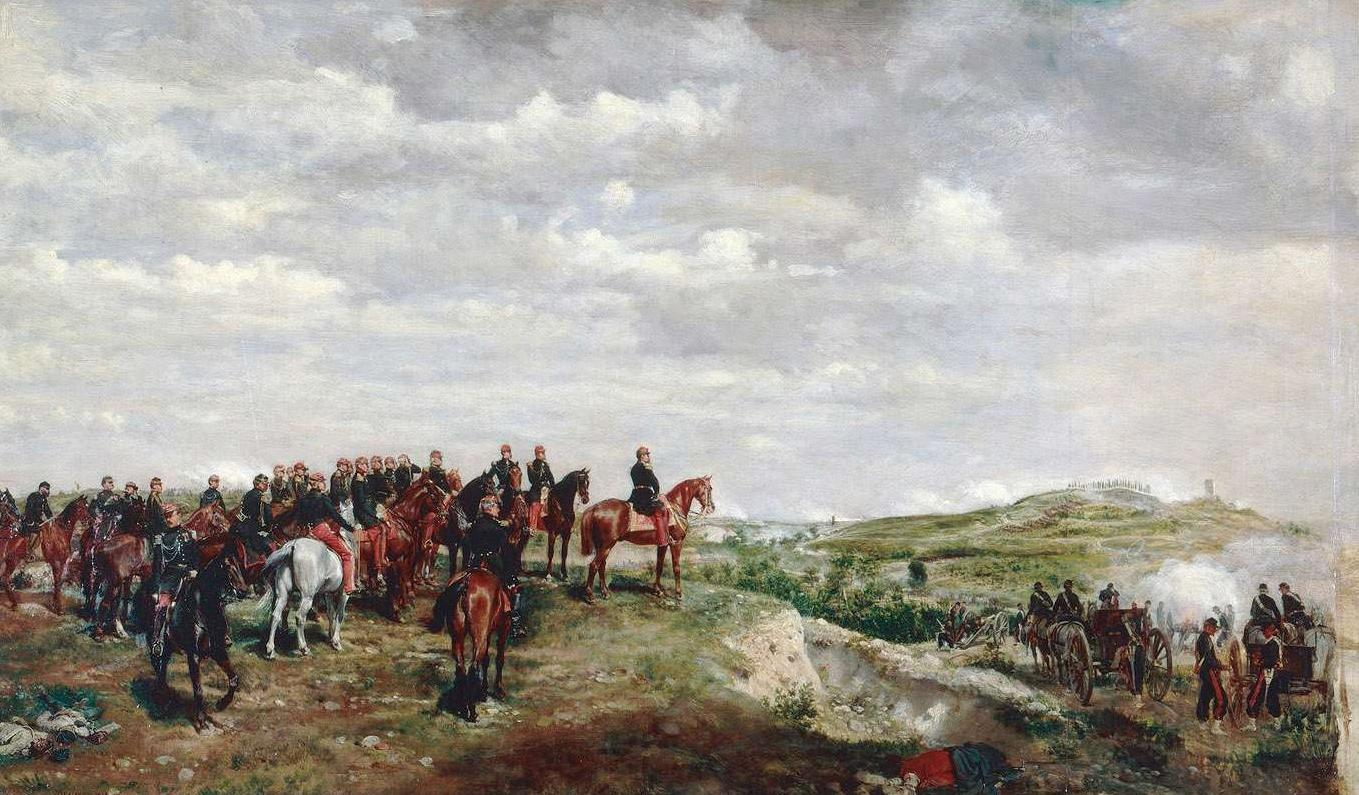
ソルフェリーノの戦い (1859年)でのナポレオン3世 (Jean-Louis-Ernest Meissonier作)

リッサ海戦 (Carl Frederik Sørensen, 1868年作)

- 1803 アイルランド蜂起 (1803年)
- 1803 スーリオーテ戦争
- 1803–1815 ナポレオン戦争
- 1804–1813 第一次セルビア蜂起
- 1804–1813 ロシア・ペルシャ戦争 (1804年-1813年)
- 1806–1812 露土戦争 (1806年-1812年)
- 1808–1809 第二次ロシア・スウェーデン戦争
- 1809 ポーランド・オーストリア戦争
- 1815–1817 第二次セルビア蜂起
- 1817–1864 コーカサス戦争
- 1821–1832 ギリシャ独立戦争
- 1821 ワラキア蜂起
- 1823 フランスのスペイン侵攻
- 1826–1828 ロシア・ペルシャ戦争 (1826年-1828年)
- 1827 Malcontentsの戦争
- 1828–1829 露土戦争 (1828年-1829年)
- 1828–1834 ポルトガル内戦
- 1830 十日戦争 (ベルギー独立革命に続く)
- 1830–1831 11月蜂起
- 1831 カヌート(絹織物工)反乱
- 1831–1832 ボスニア蜂起
- 1831–1836 十分の一税戦争
- 1832 ヴァンデとChouannerieでの戦争 (1832年)
- 1832 六月暴動
- 1833–1839 第一次カルリスタ戦争
- 1833–1839 アルバニア蜂起 (1833年〜1839年)
- 1843–1844 アルバニア蜂起 (1843年〜1844年)
- 1846 ガリシアの虐殺
- 1846–1849 第二次カルリスタ戦争
- 1847 アルバニア蜂起 (1847年)
- 1847 分離同盟戦争
- 1848–1849 ハンガリー革命と独立戦争
- 1848–1851 第一次シュレースヴィヒ＝ホルシュタイン戦争
- 1848–1849 第一次イタリア独立戦争
- 1853–1856 クリミア戦争
- 1854 イピロス蜂起 (1854年)
- 1858 マフトラ戦争
- 1859 第二次イタリア独立戦争
- 1861–62 モンテネグロ・オスマン戦争
- 1863–1864 1月蜂起
- 1864 第二次シュレースヴィヒ＝ホルシュタイン戦争
- 1866 普墺戦争
- 1866–1869 クレタ島の反乱
- 1866 第三次イタリア独立戦争
- 1867 フェニアン蜂起
- 1870–1871 普仏戦争
- 1872–1876 第三次カルリスタ戦争
- 1873–1874 カントナリスタ蜂起
- 1875–77 ヘルツェゴヴィナ蜂起
- 1876–78 セルビア・オスマン戦争
- 1876–78 モンテネグロ・オスマン戦争
- 1877–1878 露土戦争
- 1878 イピロス蜂起(1878年)
- 1885 セルビア・ブルガリア戦争
- 1897 希土戦争

## 20世紀
- 1903 イリンデン蜂起
- 1904–1908 マケドニアの闘争
- 1904–1905 日露戦争
- 1905 ウッチの暴動
- 1905 ロシア第一革命
- 1906–1908 テリソ反乱
- 1907 1907年ルーマニア農民反乱
- 1910 1910年アルバニア反乱
- 1910 1910年10月5日革命
- 1910 ポルトガル君主主義者の内戦
- 1911 1911年アルバニア反乱
- 1911–1912 伊土戦争
- 1912–1913 バルカン戦争
  - 1912–1913 第一次バルカン戦争
  - 1913 第二次バルカン戦争
    - 1913 Tikveš反乱
- 1913 オフリド・デバル反乱
- 1914 アルバニアの農民反乱
- 1914–1918 第一次世界大戦

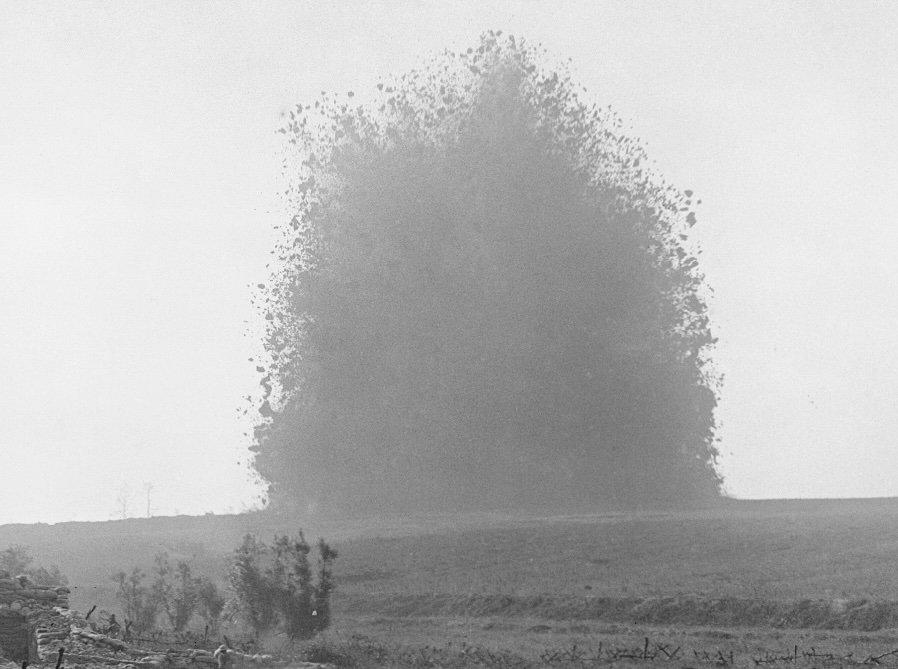
ソンムの戦いの始まりを告げる1916年7月1日の地雷の爆発

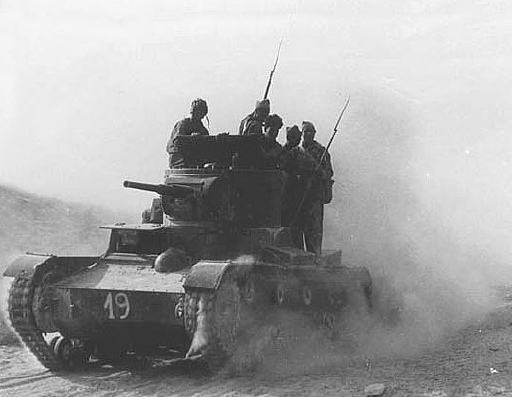
ベルチテの戦い (1937年)でのスペイン共和国政府の国際旅団(スペイン内戦)

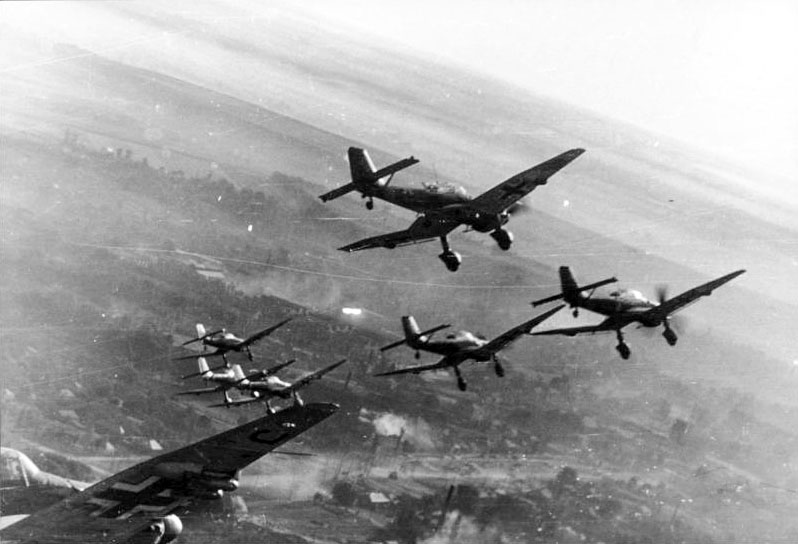
独ソ戦 (1941–45年)でのドイツ軍のスツーカ急降下爆撃機

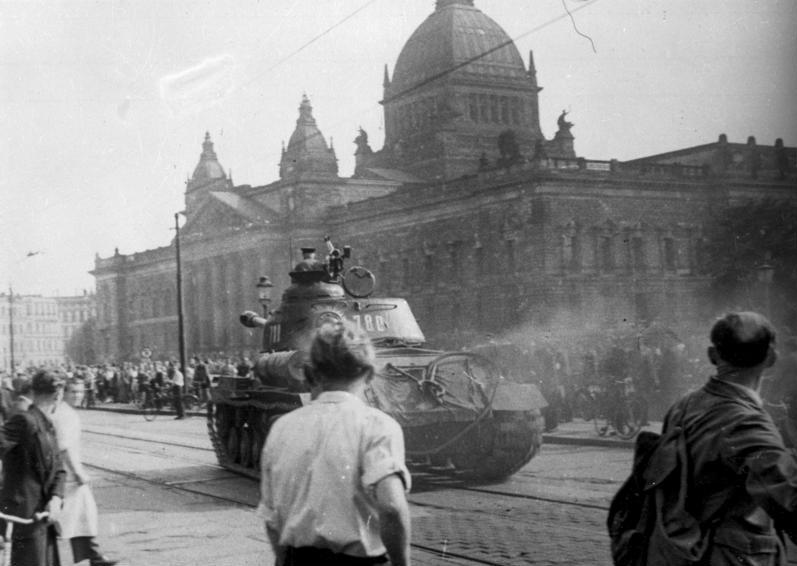
1953年の東ベルリン暴動中のライプツィヒのソ連軍IS-2戦車

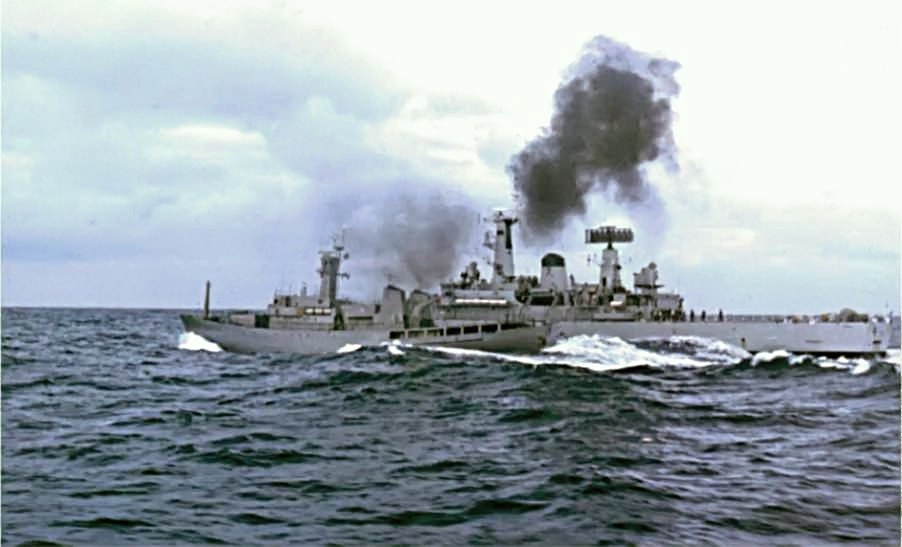
第二次タラ戦争中にアイルランドのパトロール船「ICGV Odinn」とイギリスのフリゲート艦「HMS Scylla」の衝突

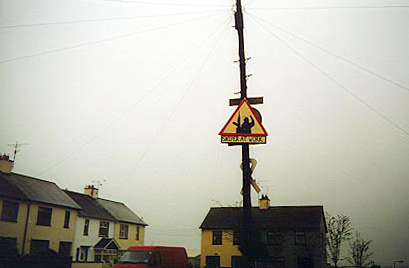
クロスマグレンにある「仕事中の狙撃兵」標識。北アイルランド問題の最後の段階で南部アーマーの「IRA狙撃兵キャンペーン」の象徴

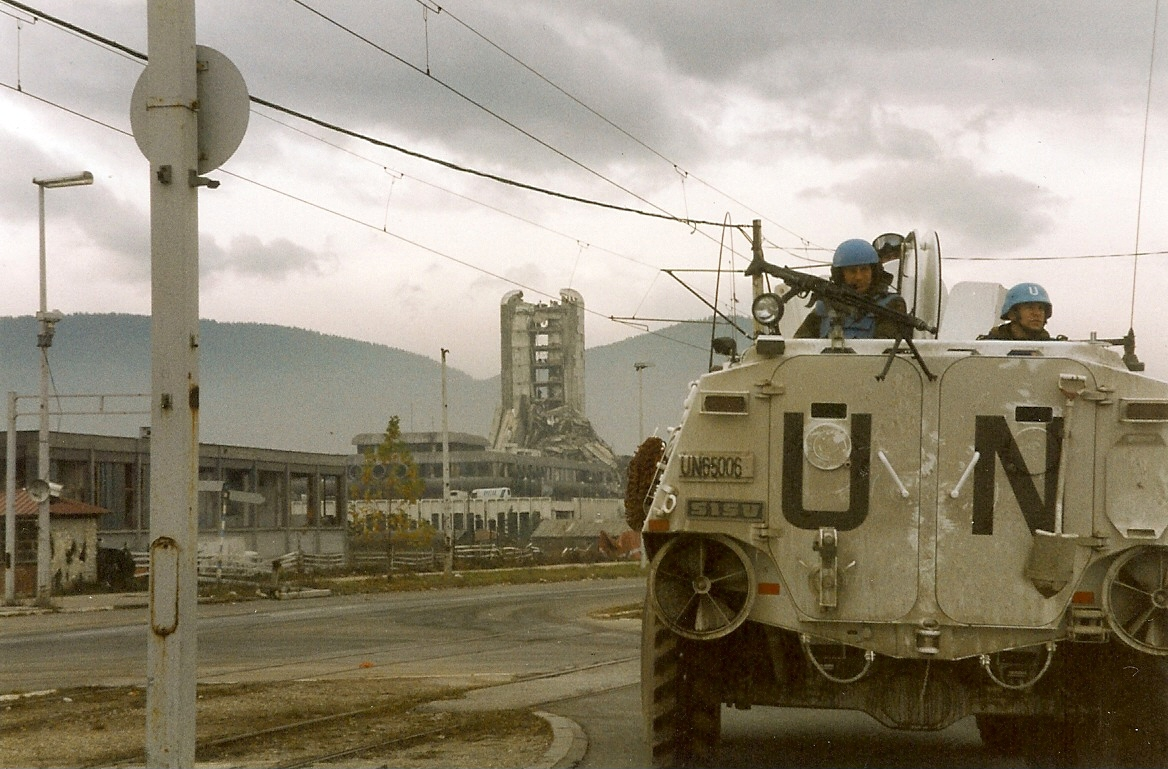
ボスニア・ヘルツェゴビナ紛争中にサラエボの「スナイパー路地」を進む国連軍

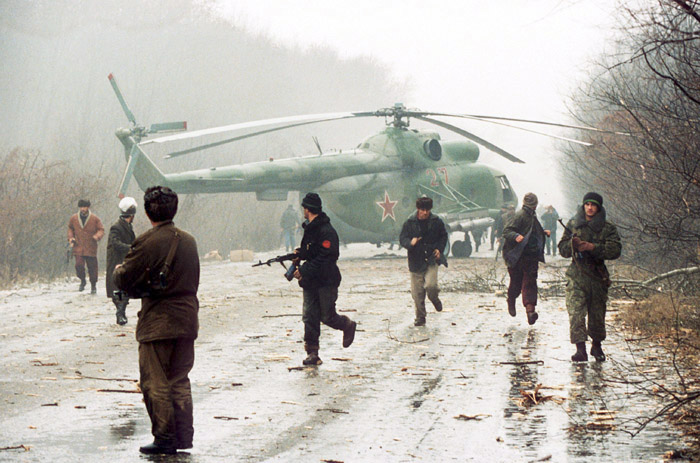
第一次チェチェン紛争中にチェチェンの過激派により撃墜されたロシア軍のヘリコプター

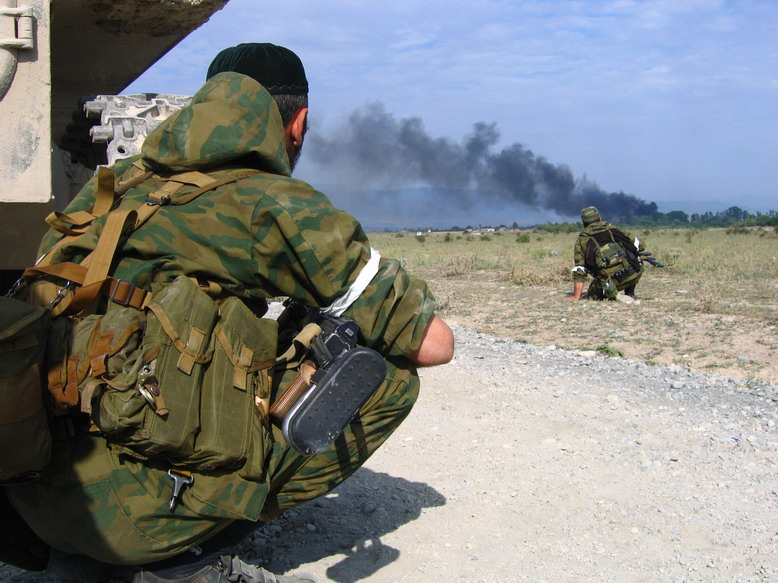
南オセチアでのロシア軍のヴォストーク大隊

  - 1916 Noemvriana (武力衝突につながった政治論争)
  - 1917 トプリツァ反乱
  - 1918 ユーデンブルク反乱
  - 1918 カッタロ反乱 (装甲巡洋艦「ザンクト・ゲオルク」の水兵の反乱)
  - 1918 アスター革命
  - 1918 ラドミル反乱 (アレクサンダル・スタンボリイスキ)
  - 1918 フィンランド内戦
- 1916 イースター蜂起
- 1917 ロシア革命
  - 1917 2月革命
  - 1917 七月蜂起
  - 1917 ポルボートク衆の叛乱
  - 1917 コルニーロフ事件(クーデター未遂)
  - 1917 十月革命
    - 1917 Junker反乱

  - 1917 ケレンスキー・クラスノフの反乱
- 1917–1921 ロシア内戦
  - 1917–1918 露土戦争
  - 1917–1921 ウクライナ独立戦争
    - 1917–1921 ウクライナ・ソビエト戦争
    - 1918–1919 ウクライナ・ポーランド戦争

  - 1918–1924 ボルシェヴィキに対する左翼の反乱
    - 1918 社会革命党左派の蜂起
    - 1921 クロンシュタットの反乱

  - 1918–1922 ヘイモソダト (親族戦争)
    - 1918–1920 エストニア独立戦争
    - 1918 ヴィエナ・カレリア(ホワイト・カレリア)遠征
    - 1918 オロネツ遠征
    - 1918–1920 ペツァモ遠征
    - 1918–1920 イングリアのフィン人の全国的反乱
    - 1921–1922 東カレリア反乱

  - 1918–1925 ロシア内戦への協商国の干渉
    - 1918–1920 北方ロシア干渉
    - 1918–1922 シベリア出兵

  - 1918 グルジア・アルメニア戦争
  - 1918–1920 ジョージア・オセチア紛争
  - 1918–1919 ソチ紛争 (ジョージア・ロシア紛争)
  - 1918–1920 アルメニア・アゼルバイジャン戦争
  - 1918–1920 ラトビア独立戦争
  - 1918–1920 リトアニア独立戦争
    - 1918–1919 リトアニア・ソビエト戦争
    - 1919 リトアニア独立戦争 (Bermontiansに対する戦争)
    - 1920 ポーランド・リトアニア戦争

  - 1919–1921 ポーランド・ソビエト戦争
  - 1921 ジョージア・ロシア戦争 (赤軍のジョージア侵攻)
  - 1924 ソ連に対するジョージアの反乱
- 1919–1920 ハンガリー革命 (1919年)
  - 1918–1919 ハンガリー・ルーマニア戦争
- 1919 Sejny蜂起
- 1919 ホーチンの蜂起
- 1918 ジョージア・トルコ戦争
- 1918–1919 カリンシアでのオーストリア・スロベニア紛争
- 1918–1958 ポーランド・チェコスロバキア国境紛争
  - 1919 ポーランド・チェコスロバキア戦争 (チェシン・シレジア)
- 1918–1919 ドイツ革命
- 1918–1919 大ポーランドの反乱
- 1919–1923 トルコ革命
  - 1919–1922 希土戦争
  - 1920 トルコ・アルメニア戦争
- 1919 クリスマス蜂起
- 1919–1920 イタリア・ユーゴスラビア戦争
- 1919–1920 チェコスロバキア・ハンガリー戦争
- 1919–1921 シレジア蜂起
  - 1919 第一次シレジア蜂起
  - 1920 第二次シレジア蜂起
  - 1921 第三次シレジア蜂起
- 1919–1921 アイルランド独立戦争
- 1920 Husino反乱
- 1920 ヴロラ戦争
- 1920 カップ一揆
- 1920 ルール蜂起
- 1920 スウツク防衛行動
- 1919–1920 赤い二年間
- 1921 西ハンガリーでの反乱
- 1921 二月蜂起
- 1922–1923 アイルランド内戦
- 1923 コルフ島事件
- 1923 九月蜂起
- 1923 クライペダ反乱
- 1923 Leonardopoulos–Gargalidisクーデター未遂 (ギリシャ)
- 1924 1924年エストニアクーデター未遂
- 1924 八月蜂起
- 1925 ペトリック事件 (野良犬戦争)
- 1932 マンツァラ蜂起 (失敗)
- 1933 カサス・ビエハス事件
- 1933 スペインの無政府主義者の蜂起
- 1934 1934年オーストリアの鉱夫の大規模ストライキ
- 1934 オーストリア内戦 (2月内乱)
- 1935 1935年ギリシャのクーデター未遂
- 1936–1939 スペイン内戦
- 1938 1938年ギリシャのクーデター未遂
- 1939 ハンガリーのカルパト・ウクライナ侵攻
- 1939–1965 スペインのマキス(ゲリラ組織)
- 1939–1945 第二次世界大戦
  - 1939 ナチス・ドイツのポーランド侵攻
  - 1939 ソ連のポーランド侵攻
  - 1939–1940 冬戦争 (ソ連のフィンランド侵攻)
  - 1940 ソ連のバルト三国の侵攻
  - 1940–1941 ギリシャ・イタリア戦争
  - 1941–1945 独ソ戦
  - 1941–1944 継続戦争
  - 1942–1956 ウクライナ蜂起軍
  - 1944 スロバキア民衆蜂起
  - 1944 ワルシャワ蜂起
- 1944–1956 バルト三国のゲリラ戦争
- 1946–1949 ギリシャ内戦
- 1947–1962 ルーマニアの反共レジスタンス運動
- 1953 東ベルリン暴動
- 1956 ポズナン暴動
- 1956 ハンガリー動乱
- 1956–1962 収穫作戦
- 1958 コルシカ作戦
- 1958 第一次タラ戦争
- 1959–2011 バスク紛争
- 1967 ギリシャクーデター
- 1968 ワルシャワ条約機構軍のチェコスロバキア侵攻
- 1968–1998 北アイルランド問題
- 1970–1984 イタリアでの暴動 (鉛の時代)
- 1972 ブゴイノ・グループ
- 1972–1973 第二次タラ戦争
- 1974 トルコのキプロス侵攻
- 1974 カーネーション革命
- 1975–1976 第三次タラ戦争
- 1981 スペインクーデター
- 1988–1994 ナゴルノ・カラバフ戦争
- 1989 ルーマニア革命
- 1990–1991 ソ連のリトアニアの国境検問所への攻撃
- 1991 血の日曜日事件 (リトアニア)
- 1991 バリケード事件
- 1991 十日間戦争 (スロベニア)
- 1991–1992 南オセチア紛争 (1991-1992年)
- 1991–1993 ジョージア内戦
- 1991–1995 クロアチア紛争
- 1992 トランスニストリア戦争
- 1992 オセチア・イングーシ紛争
- 1992–1993 ロシア・アブハジアの同盟に対する第一次ジョージア戦争
- 1992–1995 ボスニア・ヘルツェゴビナ紛争
- 1993 シェルブール事件
- 1993 10月政変
- 1994–1996 第一次チェチェン紛争
- 1995–1996 イミア/カルダック軍事危機
- 1997–1998 キプロスミサイル危機
- 1997 1997年アルバニア暴動
- 1998–1999 コソボ紛争
- 1998–現在 非主流派アイルランド運動
- 1998 ロシア・アブハジアの同盟に対する第二次ジョージア戦争
- 1999 ダゲスタン戦争
- 1999–2009 第二次チェチェン紛争
- 1999–2001 プレシェヴォ渓谷危機

## 21世紀
- 2001 マケドニア紛争
- 2002 ペレヒル島危機
- 2004–2013 コソボ暴動
  - コソボ暴動 (2004年)
  - コソボ暴動 (2008年)
  - 2011–2013 北コソボ危機
- 2004 ジョージア、アジャリア危機
- 2006 ジョージア、コドリ渓谷危機
- 2007–2015 イングーシ内戦
- 2008 南オセチア紛争
- 2009–現在 北コーカサスでの反乱
- 2013–2014 ユーロマイダンとウクライナの親ロシア派の暴動
  - 2014 クリミア危機
  - 2014–現在 ウクライナ内戦
- 2015 クマノヴォ衝突

### 進行中の紛争
| 紛争                     | 関連                                                                                      | 開始日        | 期間              |
| ------------------------ | ----------------------------------------------------------------------------------------- | ------------- | ----------------- |
| 非主流派リパブリカン運動 |                                                                                           | 1998年4月10日 | 27年4ヶ月5日間    |
| 北コーカサスでの反乱     | 対テロ戦争 - ISILに対しての軍事介入                                                       | 2009年4月16日 | 16年3ヶ月4週2日間 |
| ウクライナ内戦           | 新冷戦 - ユーロマイダン - ウクライナでの親ロシア派の暴動 - ウクライナへのロシアの軍事介入 | 2014年4月6日  | 11年4ヶ月1週2日間 |

## 関連リンク
- 北アメリカの紛争一覧
- 中央アメリカの紛争一覧
- 南アメリカの紛争一覧
- アフリカの紛争一覧
- アジアの紛争一覧
- 近東の紛争一覧
- 中東の現代の紛争一覧
- 戦争一覧
- 英仏戦争
- ローマが関与した戦争一覧（英語版）